# Бережани

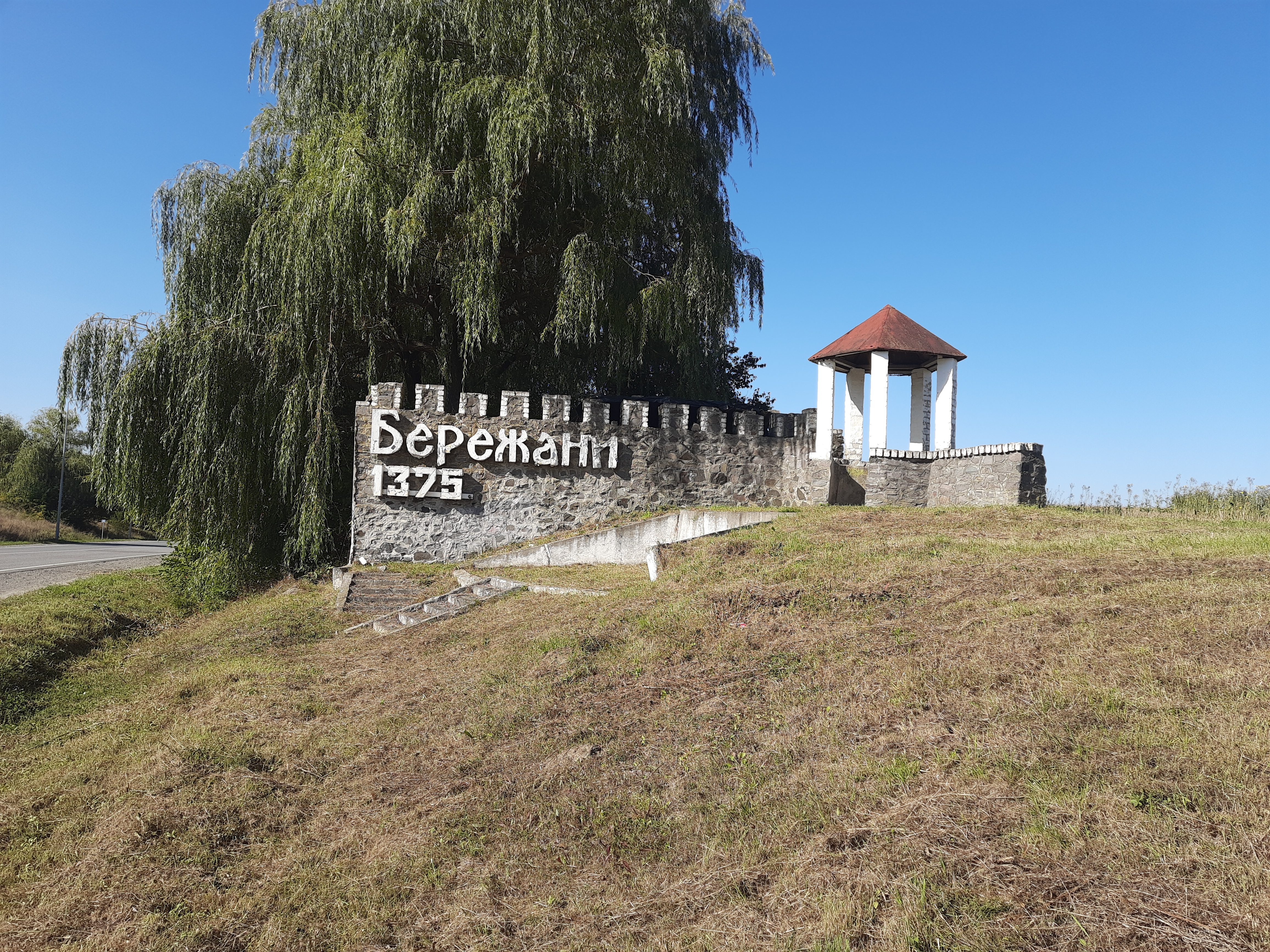
Знак при в'їзді в Бережани

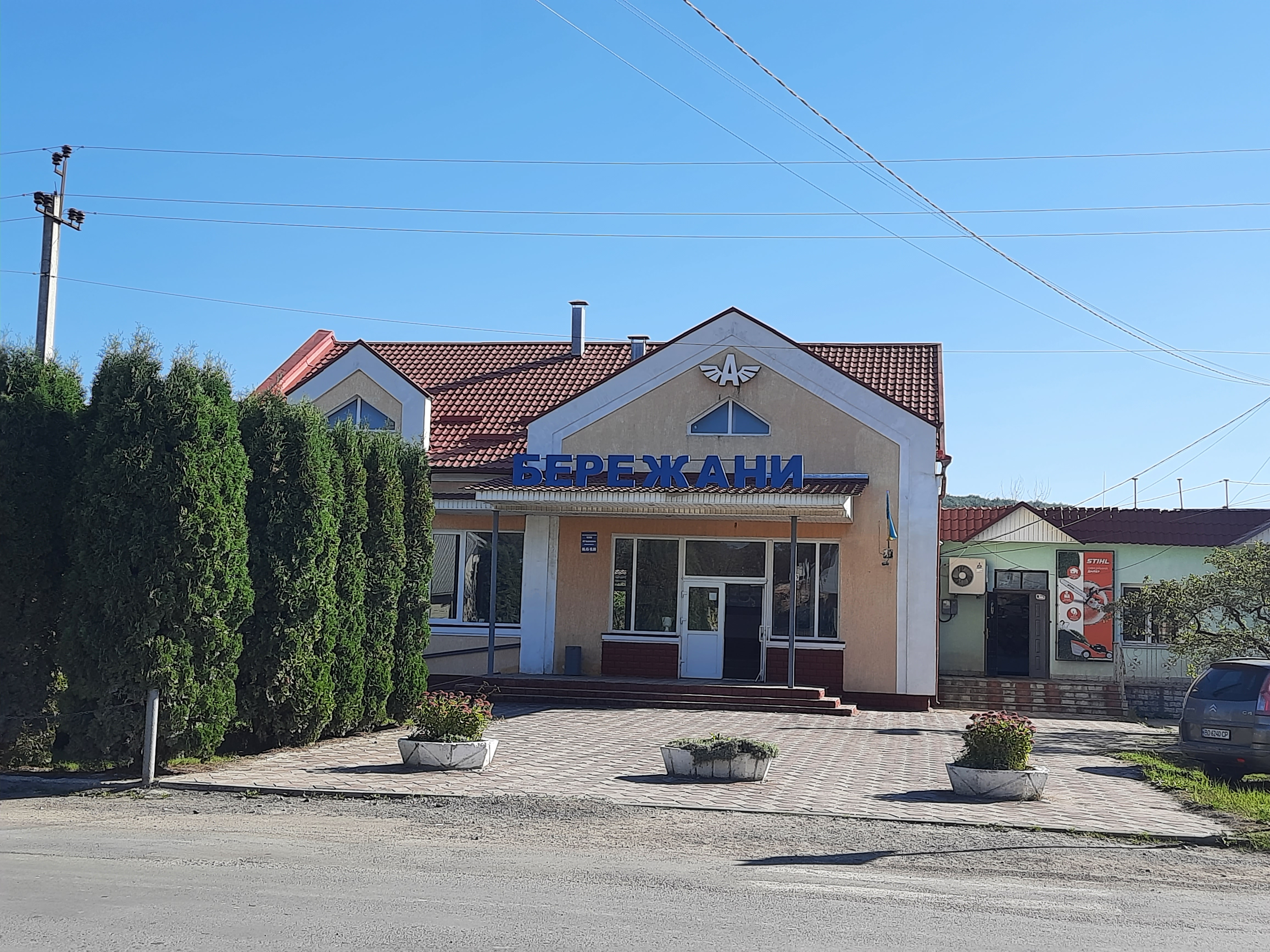
Автостанція

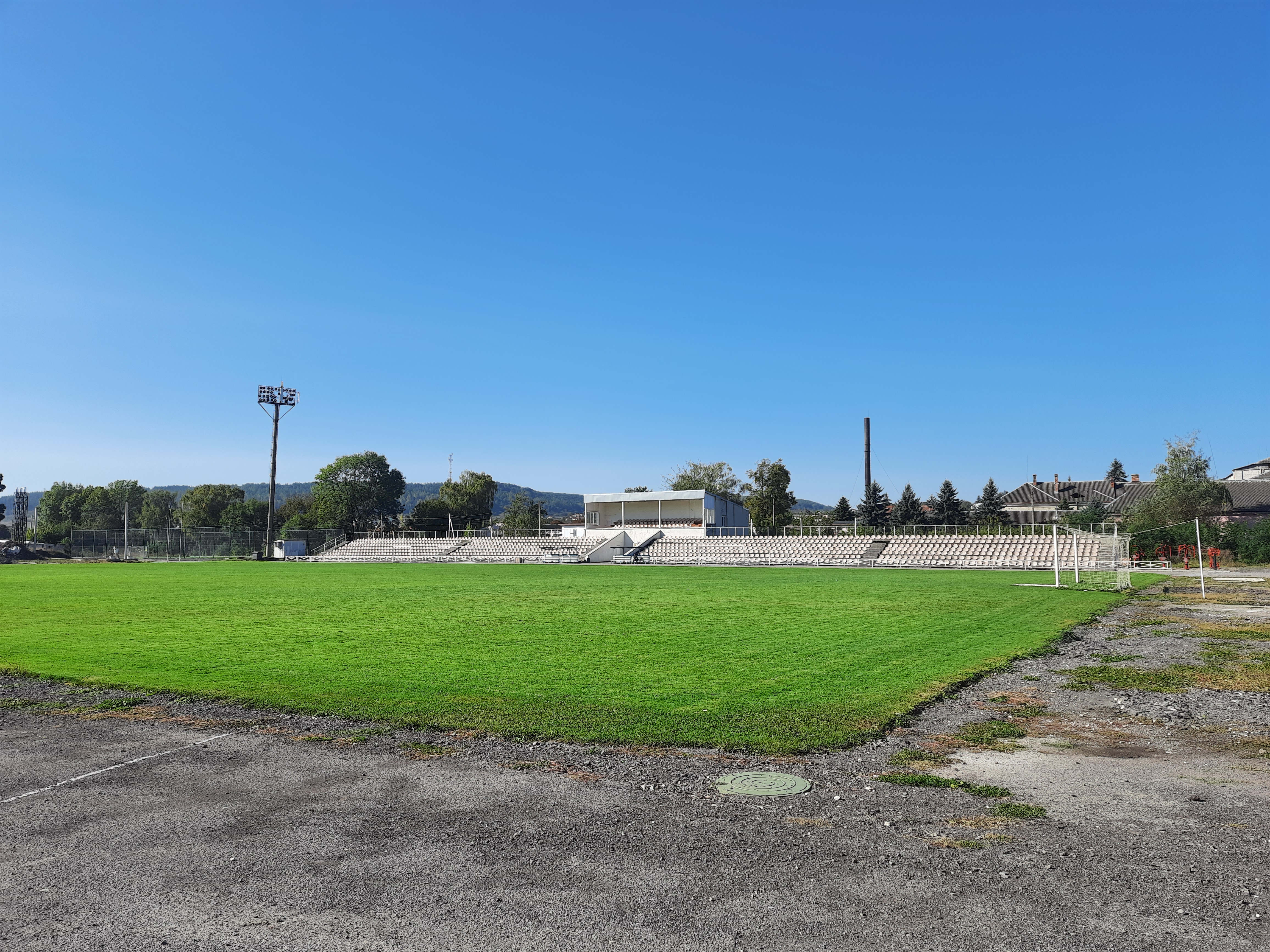
Стадіон "Нива"

Бережа́ни — місто в Тернопільському районі Тернопільської області України, центр Бережанської міської громади, до липня 2020 — центр Бережанського району Тернопільської області. Бережани розташовані в мальовничій пагорбистій місцевості, на річці Золота Липа. Залізнична станція на лінії Тернопіль — Ходорів. Відстань до Тернополя — 50 км.
На території міста діє Бережанський державний історико-архітектурний заповідник. 
Населення — 20 118 осіб (2025). Територія міста — 18 км².
Перша згадка про Бережани датується 1375 роком.
Бережани відомі своїми численними архітектурними пам'ятками, збереженими у первісному вигляді. Серед найвизначніших — міська забудова XVII ст., замок, Церква Пресвятої Трійці, Вірменська церква та інші.

## Географія
Бережани розташовані на заході Тернопільської області в долині річки Золота Липа, а також на берегах Бережанського ставу. Бережани оточують гори: Сторожиська (398 м), Звіринець (372 м), Бабина Гора (401 м), Лисоня (400 м) та Яришків (408 м). Місцевості та мікрорайони Бережан:
- Центр
- Середмістя
- Склозавод
- Рурисько
- Сторожисько
- Східний
- Хатки
- Мікрон
- Адамівка
- Полігон
- Рай
- Лісники
- Монастирок

### Клімат
| Клімат Бережан            | Клімат Бережан | Клімат Бережан | Клімат Бережан | Клімат Бережан | Клімат Бережан | Клімат Бережан | Клімат Бережан | Клімат Бережан | Клімат Бережан | Клімат Бережан | Клімат Бережан | Клімат Бережан | Клімат Бережан |
| Показник                  | Січ.           | Лют.           | Бер.           | Квіт.          | Трав.          | Черв.          | Лип.           | Серп.          | Вер.           | Жовт.          | Лист.          | Груд.          | Рік            |
| Середній максимум, °C     | −1,3           | 0,1            | 5,2            | 13,2           | 19,1           | 22,3           | 23,7           | 23,1           | 18,8           | 12,9           | 5,8            | 0,8            | 11             |
| Середня температура, °C   | −4,3           | −2,8           | 1,5            | 8,4            | 13,7           | 17,0           | 18,4           | 17,7           | 13,7           | 8,4            | 2,9            | −1,7           | 7              |
| Середній мінімум, °C      | −7,2           | −5,6           | −2,1           | 3,6            | 8,4            | 11,8           | 13,1           | 12,3           | 8,6            | 3,9            | 0,0            | −4,2           | 3              |
| Норма опадів, мм          | 32             | 31             | 33             | 49             | 77             | 90             | 95             | 70             | 56             | 39             | 37             | 40             | 649            |
| ------------------------- | -------------- | -------------- | -------------- | -------------- | -------------- | -------------- | -------------- | -------------- | -------------- | -------------- | -------------- | -------------- | -------------- |
| Джерело: climate-data.org |                |                |                |                |                |                |                |                |                |                |                |                |                |

## Історія

### Археологічні знахідки
Місцевість навколо Бережан людина заселила здавна. На околицях міста було виявлено залишки трьох стоянок доби пізнього палеоліту. Ці дані занесені до матеріалів і досліджень по археології СРСР, що видавалися ще в 1960 р.
Пізній палеоліт — це приблизно 38-11 тисяч років тому. Зазвичай, люди які залишили нам про себе сліди селилися недалеко від води, тобто від річки Золотої Липи, на високих і сухих берегах, біля лісу. Так археологи на горі Звіринець виявили залишки крем'яної майстерні давніх часів. Висновок про те, що це була майстерня, можна зробити з великої кількості первісних знарядь праці з кременю: різці, скребки, ножі, та багато відходів від крем'яного виробництва — відщепів, пластинок, нуклеусів.
Після відступу льодовика на північ, кочівні гурти найдавнішого населення повільно просувались вгору Дністром і його притоками (Золота Липа) та височини, т. ч. і Бережанщину. Саме сліди цих людей знайшов Юрій Полянський у 1927 році на місці вищезгаданих трьох стоянок. Археологічні розкопки показали, що в межах сіл Мечищів, Саранчуки, Конюхи (нині Козівський район) є сліди селищ неолітичного періоду. З тих знахідок можна судити про те, що тодішня людина займалася примітивним обробітком ріллі, розводила домашню худобу, вміла ліпити глиняний посуд, варити страву, ткати полотно та шити одяг. Одним із занять первісних людей було полювання. Це засвідчують рештки тварин, що тоді водилися. Це ріг північного оленя, гомілкова кістка мамонта, зуб коня, що зберігаються у Бережанському районному краєзнавчому музеї, розташованому у приміщенні міської ратуші. Фонди музею зберігають ще роги оленя, зуб мамонта, колінний суглоб мамонта та інше.
Цікаву знахідку знайдено у 1935 році в с. Вибудів, що колись належало до Бережанського повіту. Селяни викопали скриньковий гріб з кількох кам'яних плит. Це швидше всього рештки представника напівкочового племені, що прийшло на наші землі з земель над Віслою і Сяном. Але ця знахідка на жаль, не була науково — опрацьована і досліджена. В с. Підвисоке теж розкопано могилу з обрядово-скороченими кістяками й кам'яними бойовими топірцями та глиняним посудом, прикрашеним відтисками шнурка. На жаль, поки що, ми дуже мало знаємо про той період на Бережанщині, коли на зміну каменю прийшов новий ужитковий матеріал — бронза (від середини ІІІ до поч. І тисячоліття до нашої ери). Але знайдена археологами бронзова сокира у с. Завалів (нині Підгаєччина), наконечні бронзові стріли у с. Потутори є доказом, що цей період в житті Бережанщини теж не випадкове з сув'язі поколінь. А в селі Волиця і Рибники є залишки поселення доби бронзи. Біля Бережан та в с. Котові археологи відшукали кілька глиняних посудин, що відноситься до так званої висоцької культури, це вже залізна доба (VI—IX ст.). Ці знахідки дають можливість уявити на якому рівні стояв розвиток хліборобства і скотарства, зародження первісного суспільства на території краю.
Розвиткові територій сприяло їх знаходження на торговельному римському шляху, про що свідчать викопані римські монети у селах Котові і Мечищеві.

### Польський період

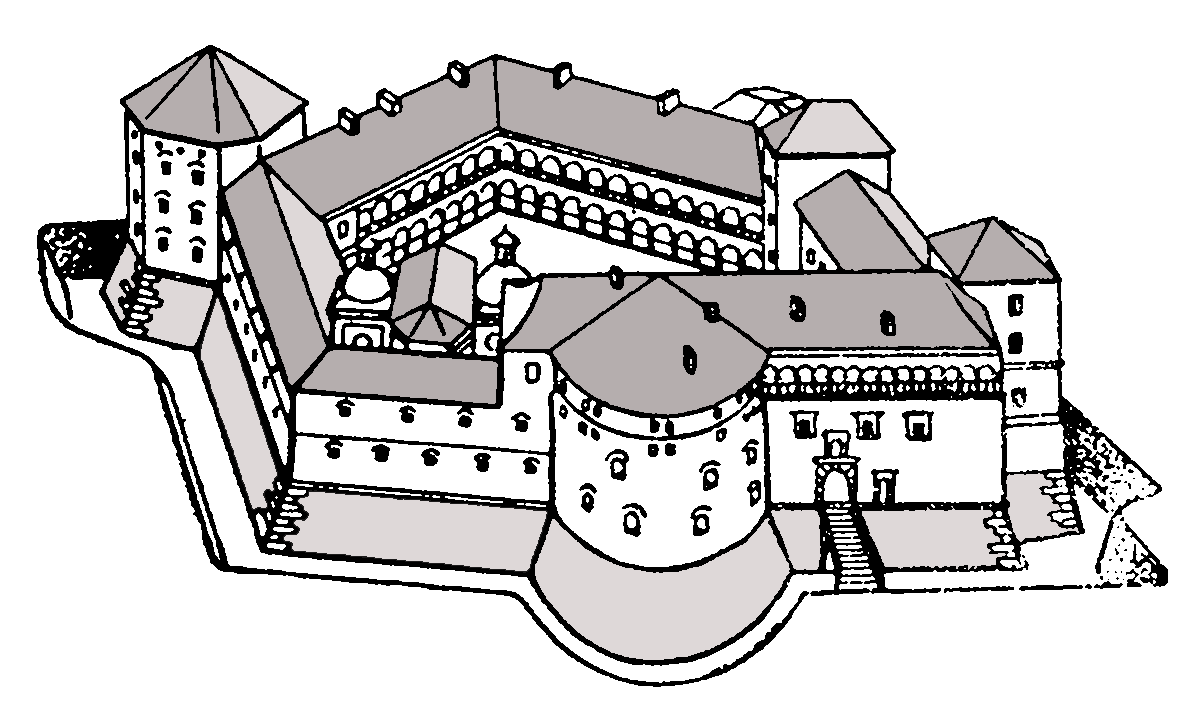
Ескіз Бережанського замку

За даними Кароля Шайнохи,  Бережани були передані королем Ягайлом у власність бояринові Васькові Тептуховичу, синові Васька Тептуха з Тисмениці. Рафал Несторув уважає, що перша писемна згадка походить з 1445 року, коли тодішній власник Бережан Петро Цебровський свідчив у львівському суді під час слухання справи щодо злочину, вчиненого його селянами з сіл Бережани, Лісники, Лапшин.
23 січня 1464 р. в «Актах ґродських і земських» згаданий шляхетний Якуб, officialis Бережан. 4 червня 1464 р. поселення згадане як власність Ядвиґи з Бережан (лат. magnifica Hedwiga de Brzeschany) — на той момент вдови Яна (Івана) Бучацького — старости теребовельського, згадані їх сини Ян та Сиґізмунд. 1469 року Бережани були королівщиною. Наступні згадки — 20 червня 1474 р., 10 березня 1475 р.
Магдебурзьке право Бережани отримали 1530 р. Тоді король Сиґізмунд I Старий передає Бережани у власність руському воєводі Миколаю Сенявському. До Бережан входили передмістя Підзамче, Містечко та Адамівка.
У 16-18 ст. містом володіли магнати Сенявські. За часи володіння містом родини Сенявських Бережани славилися своїм оборонним комплексом, а також архітектурним піднесенням. Після смерті останнього представника родини Сенявських — Адама-Миколи — замок переходить у власність його доньки Марії-Софії та її чоловіка — князя Августа-Олександра Чорторийського. Так замок з 1726 року потрапляє до родини Чарторийських. З другої половини XVIII ст. опиняється в руках Любомирських після шлюбу доньки А.-О. Чорторийського Ізабели (Єлизавети, †1816) за князем Станіславом Любомирським (бл. 1720—1783). Їх донька Александра (1760—1836) у 1776 році вийшла замж за Станіслава Костку Потоцького. З 1816 переходить до відомої родини Потоцьких.
Під час національно-визвольної війни під проводом Богдана Хмельницького 1648 міщани-українці підтримали повстанців; 1649 і 1655 козацькі загони штурмували замок.
1695 року в місті було 404 будинки, 3475 жителів.
Чимале спустошення серед населення міста спричинили пошесті чуми у 1652, 1709, 1760, 1772 роках і епідемія холери у 1830 році. Про деякі жертви тих стихійних нещасть згадується в міських актах.
До початку XVII ст. міщани не мали родових прізвищ. В актах записано тільки хресні імена з описом даної особи, ремесла або якоїсь прикмети, як: Михайло — кравець, Іван — малий тощо

### Австрійський період

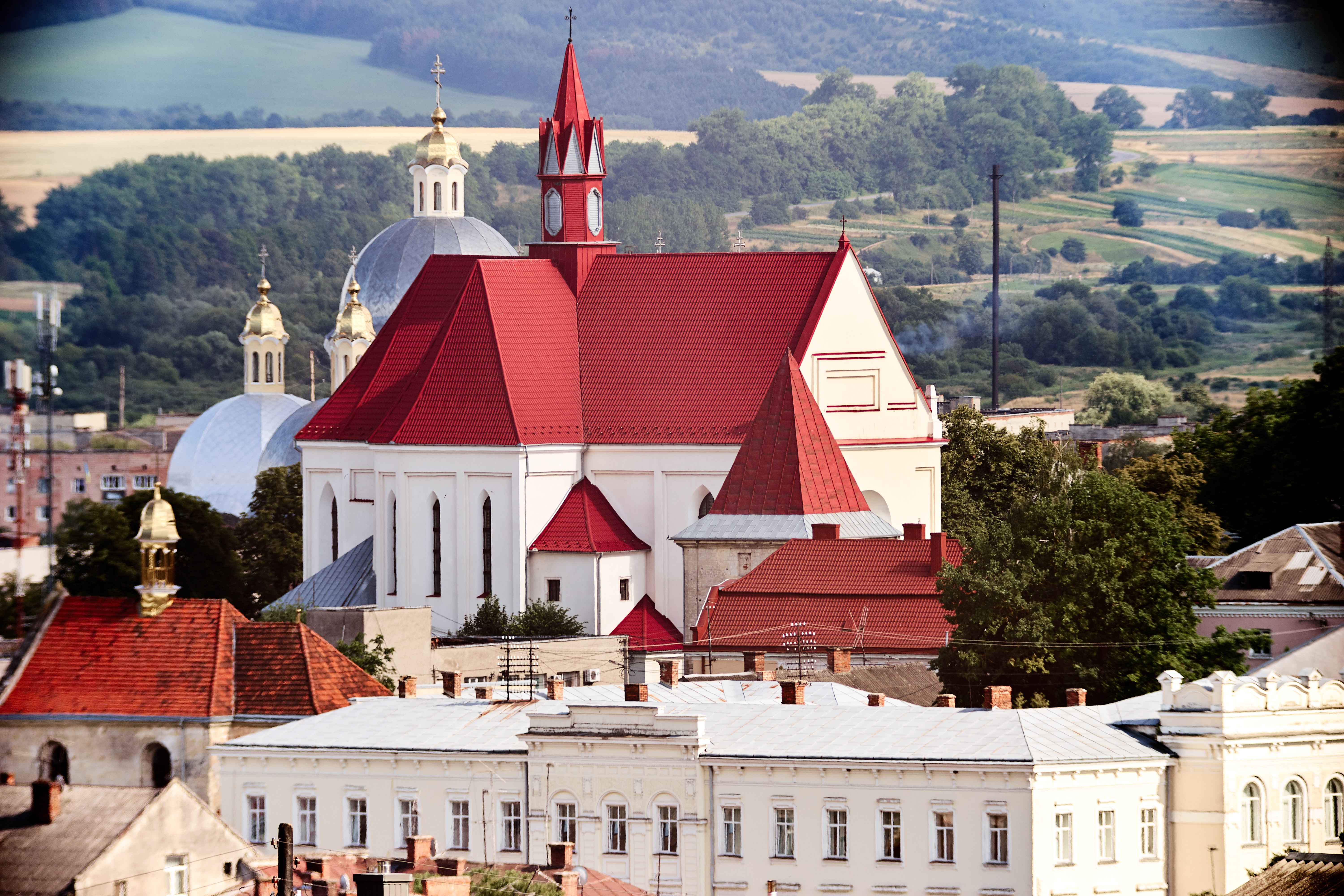
Костел святих апостолів Петра і Павла

Від 1772 Бережани належали до Австрії; 1781 стали повітовим містом. Від 1789 в місті діяла гімназія, у якій в 1899—1901 навчався Мирон Зарицький, згодом видатний український математик, професор Львівського державного університету. 1895 року заснована філія «Просвіти».
Після прохання українців міста відкрити українські класи в гімназії за розпорядженням повітового старости поліція змушувала відкликати підписи під петицією.
24 вересня 1909 року було відкрито залізничне сполучення між Бережанами та Львовом (через Перемишляни). Таке сполучення 1839 р. (залізниця Бохня — Львів — Бережани) пропонували Александр Фредро, Лєон Сапєга.

### Історичні фотографії

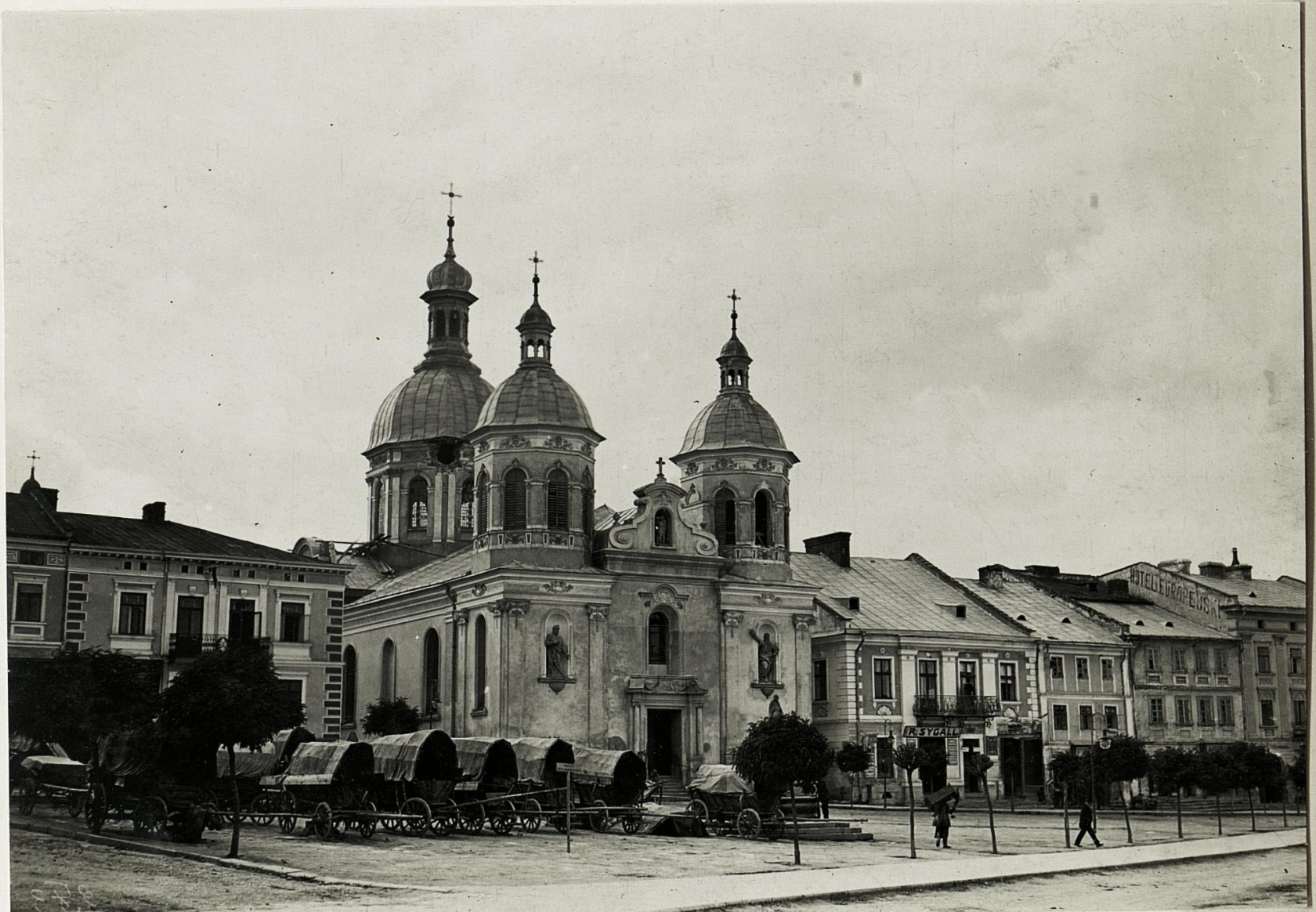
Ринкова площа
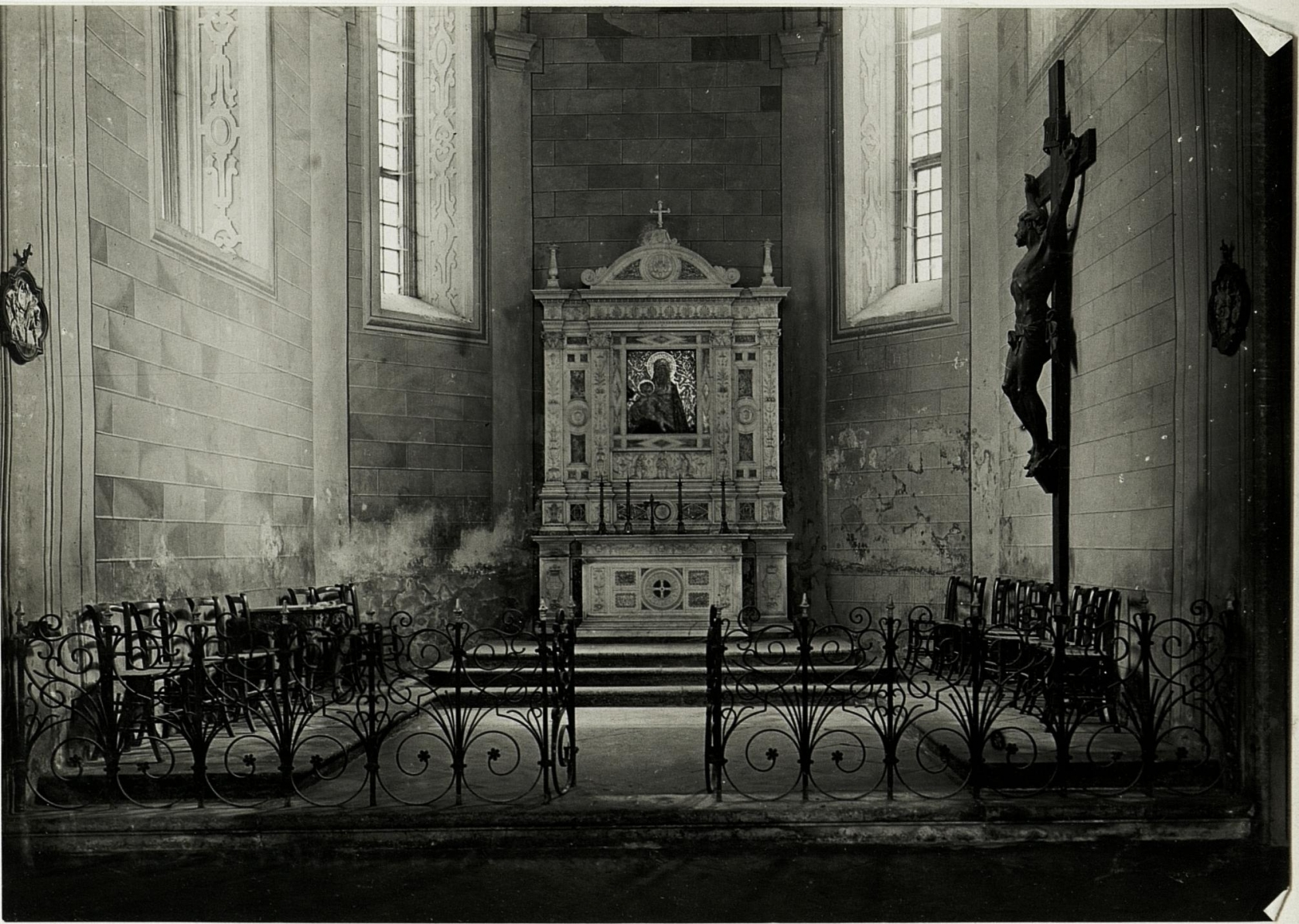
Ікона в соборі
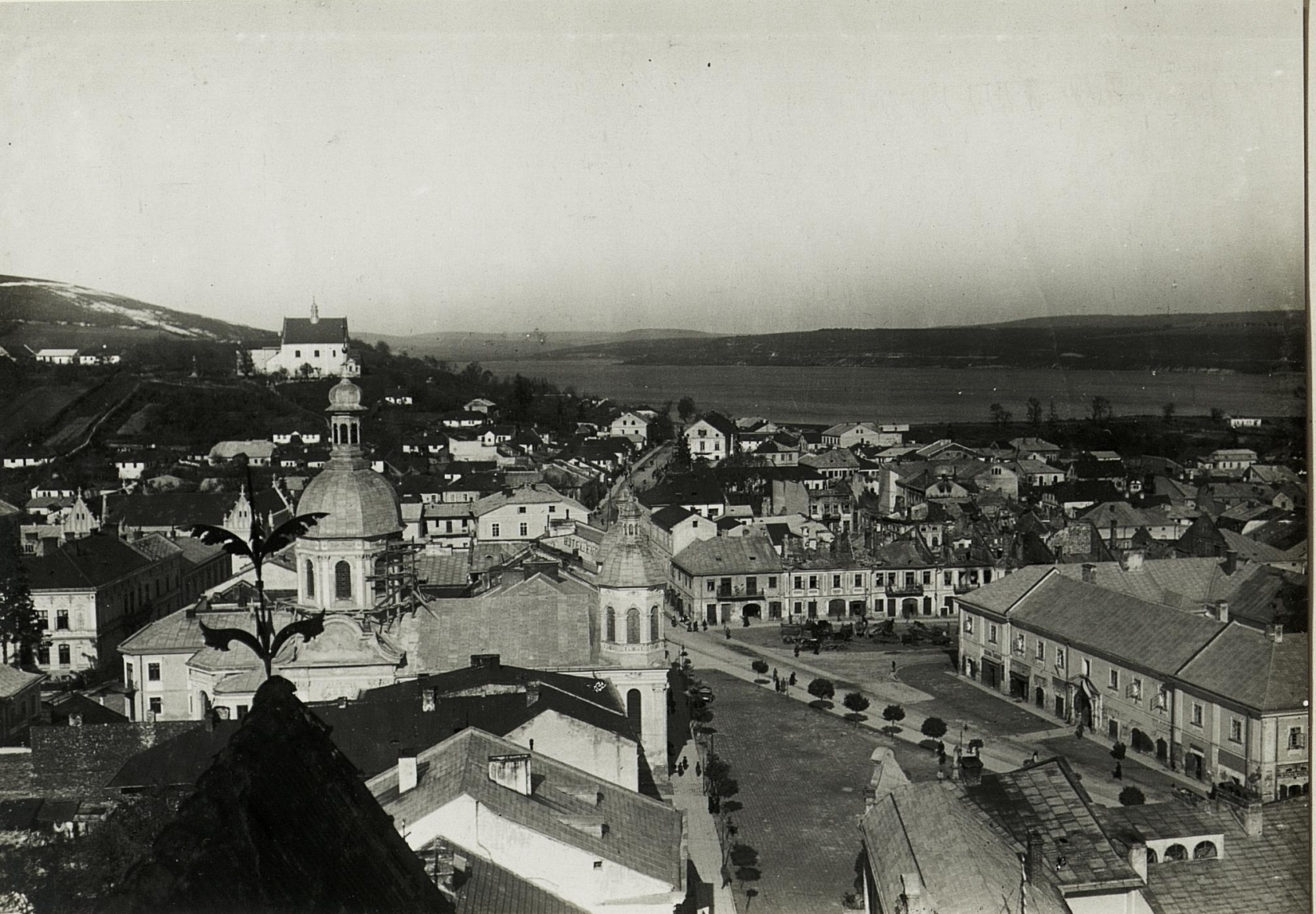
Вид на місто
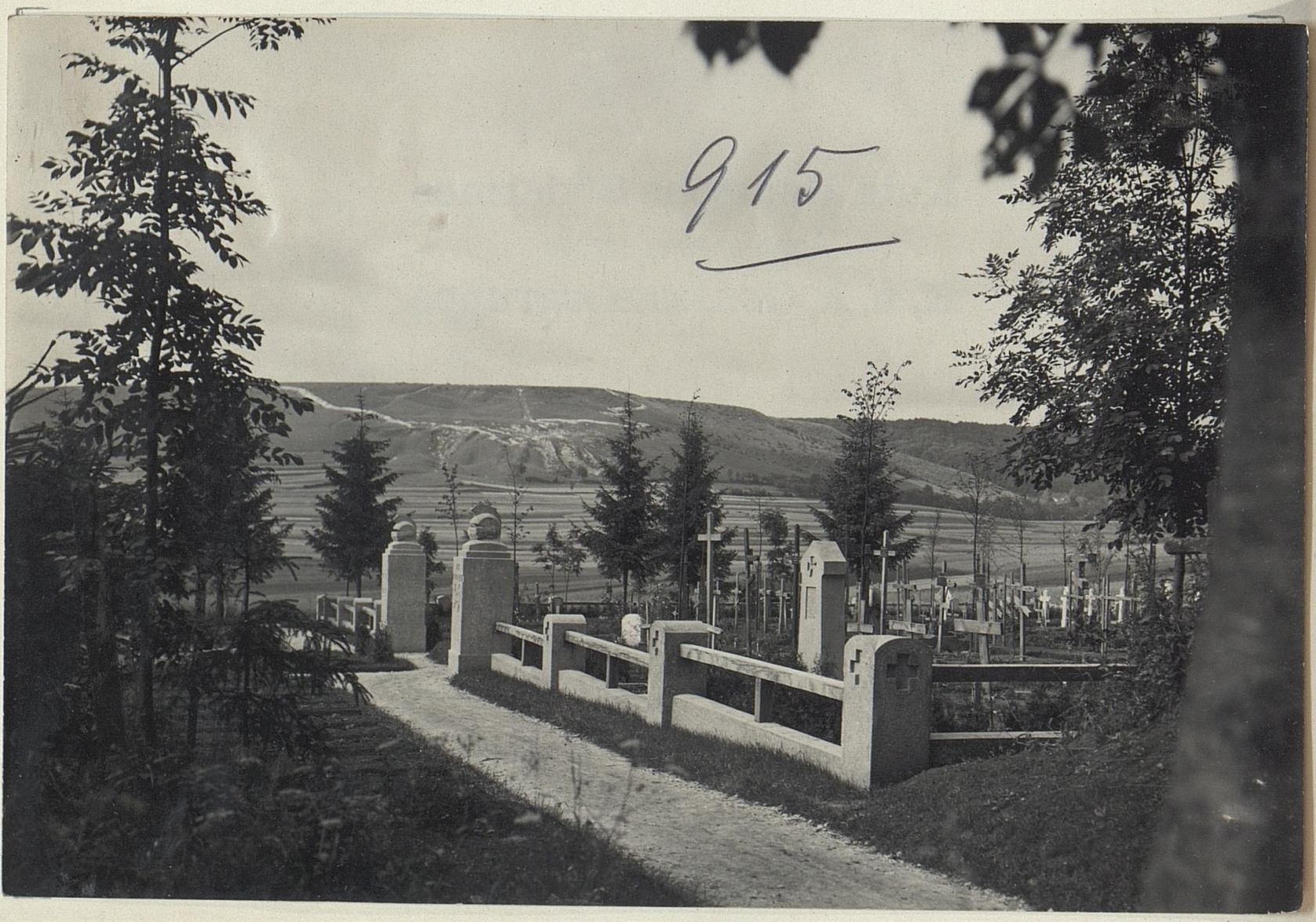
Австрійський цвинтар
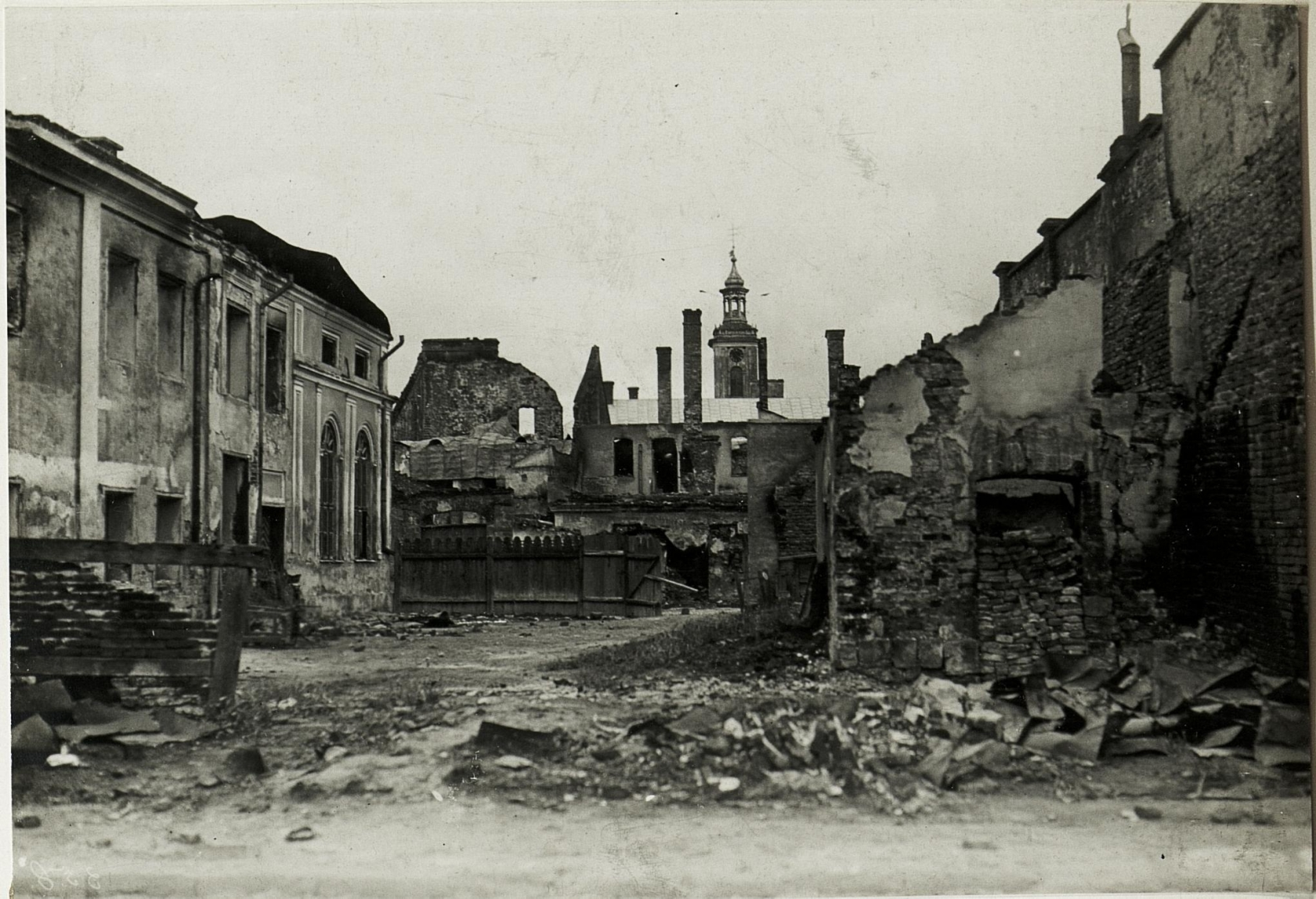
Знищені війною квартали міста
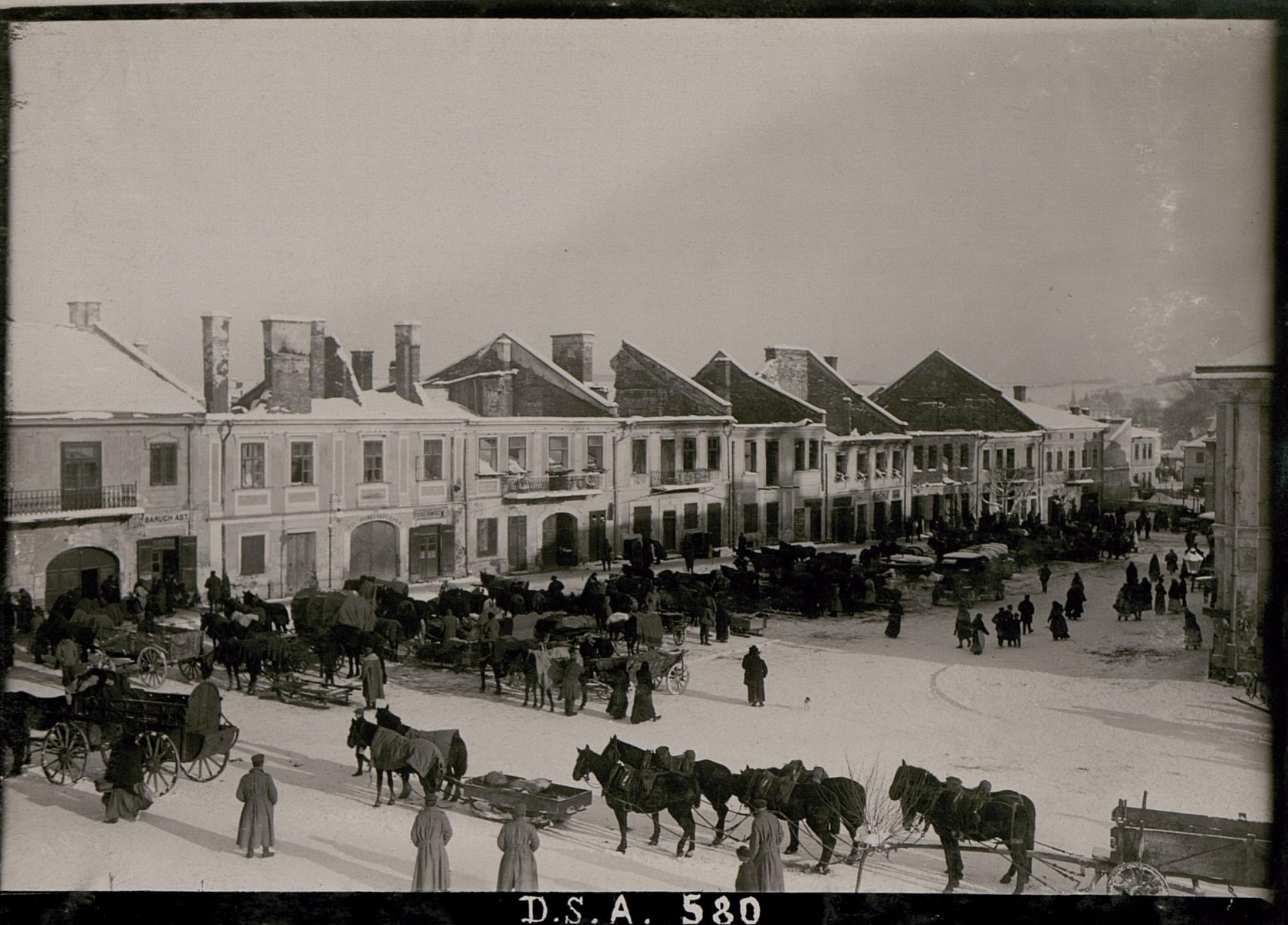
Ринкова площа
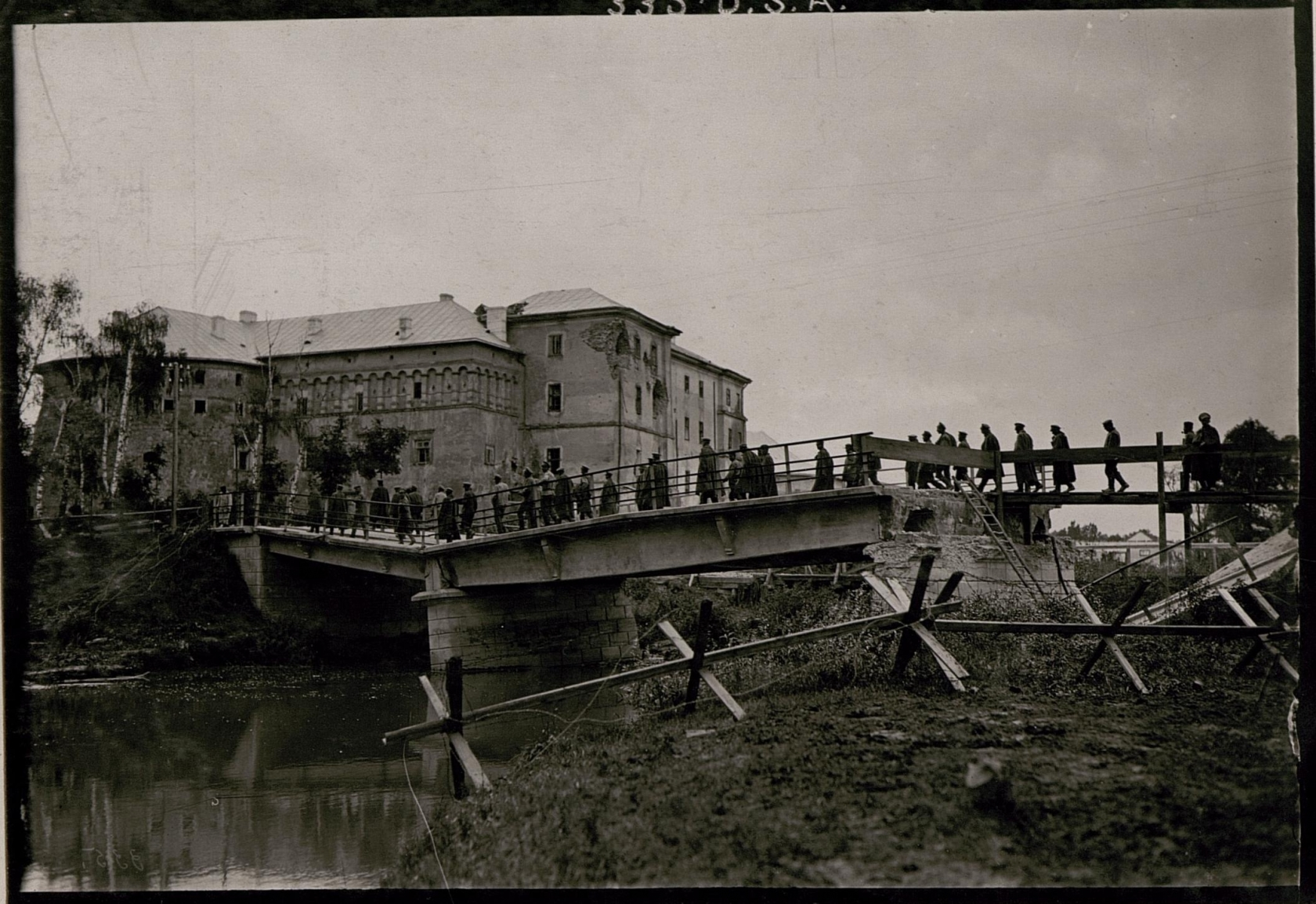
Міст через річку
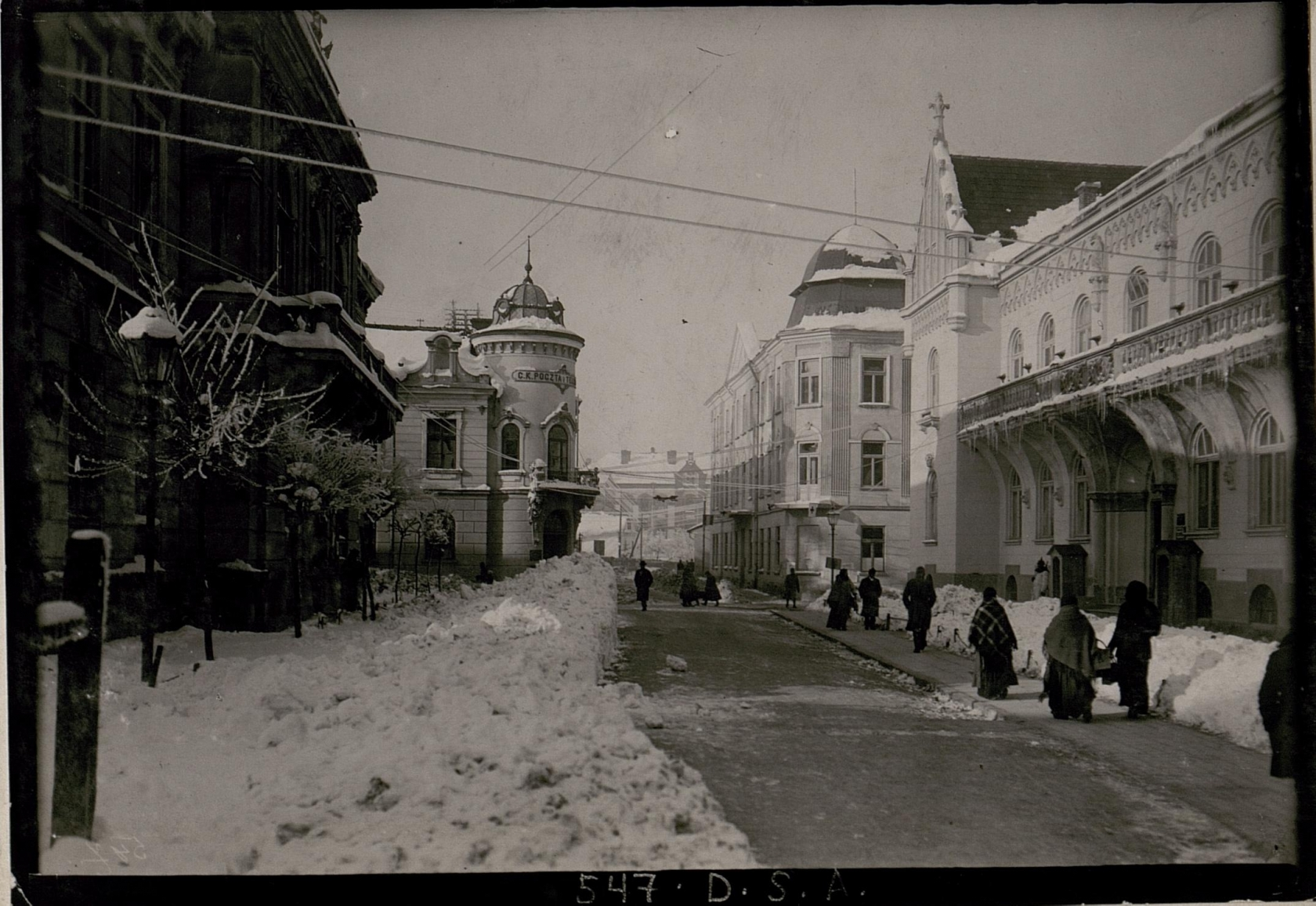
Площа перед банком
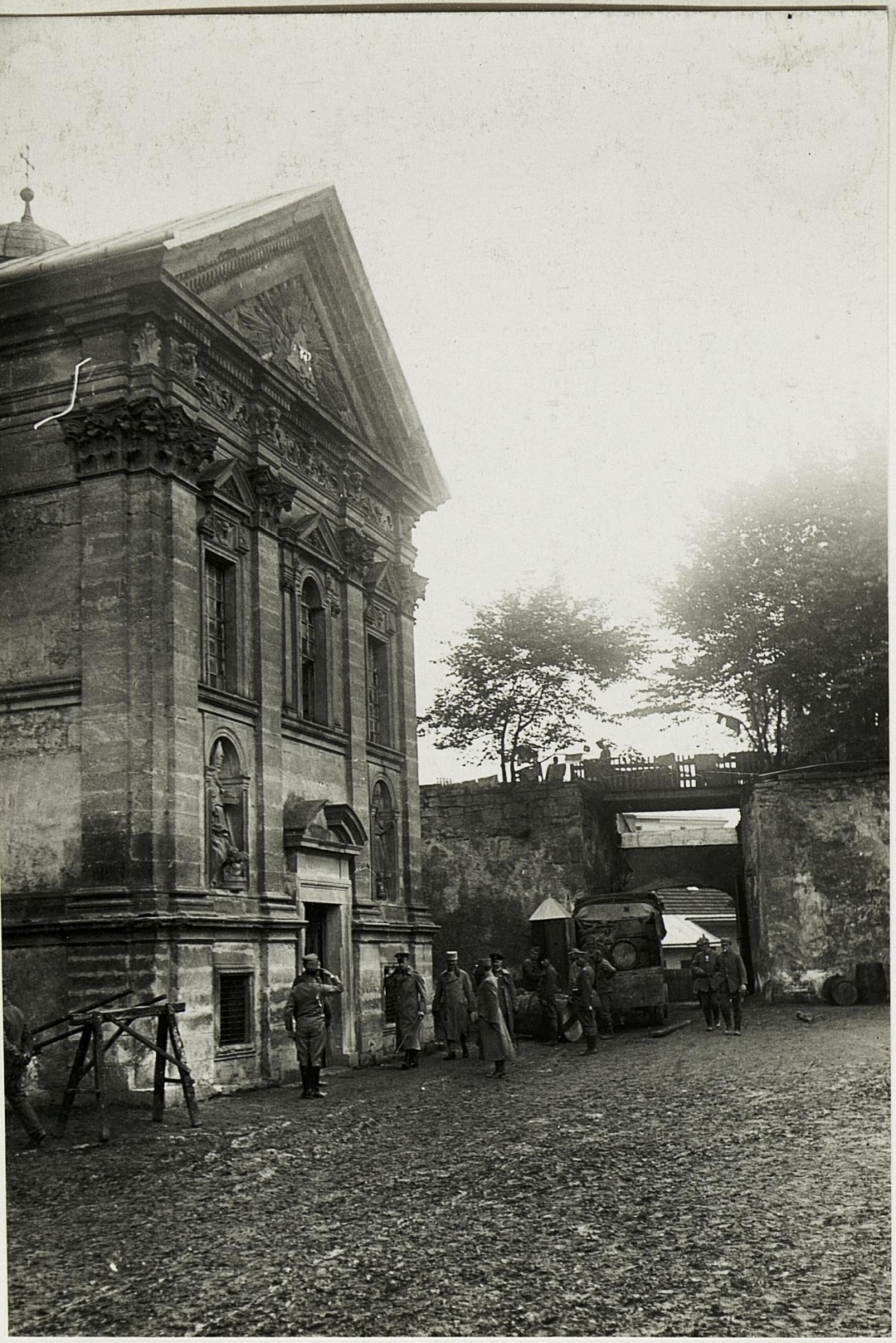
Церква в замку
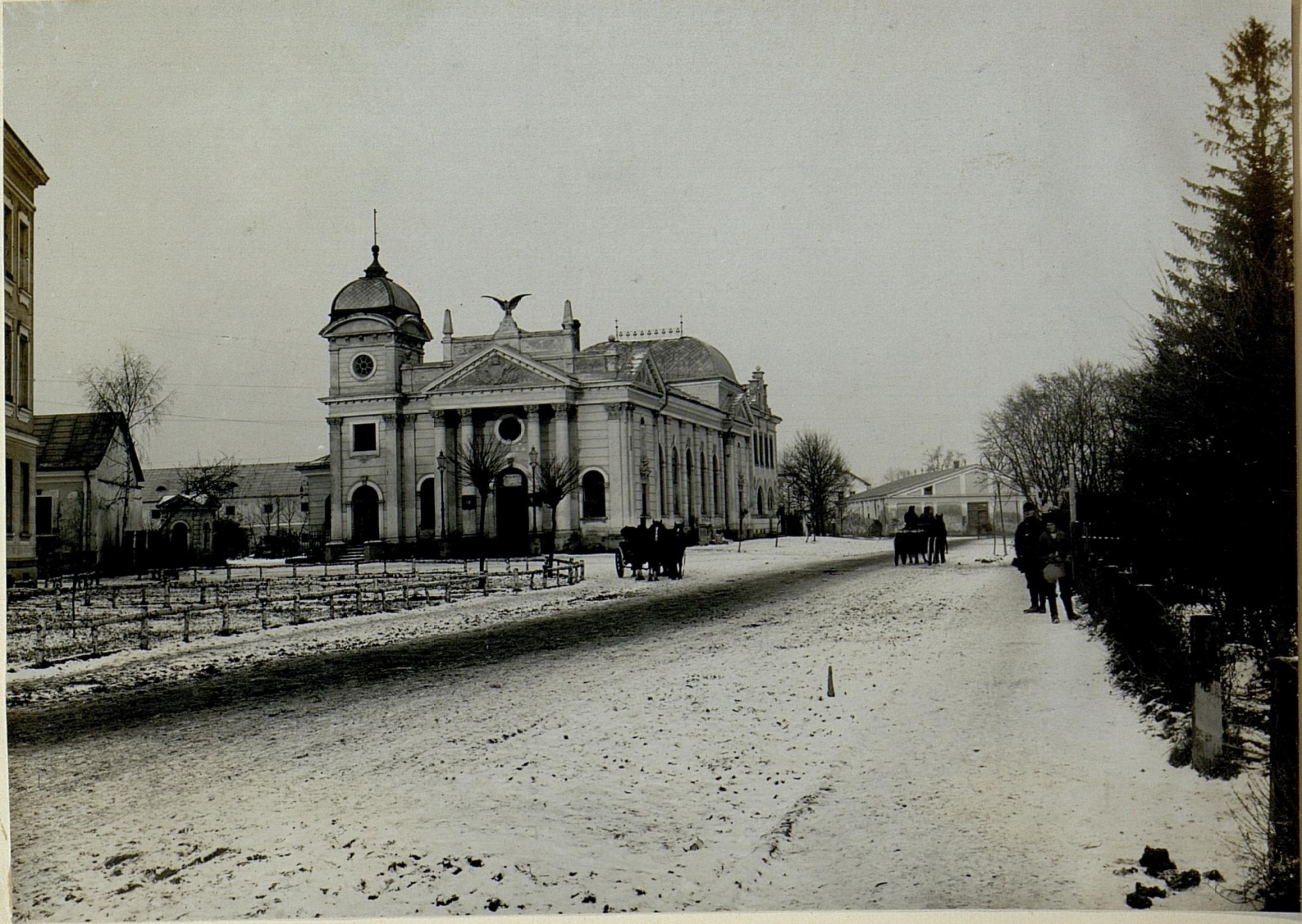
Театр в Бережанах
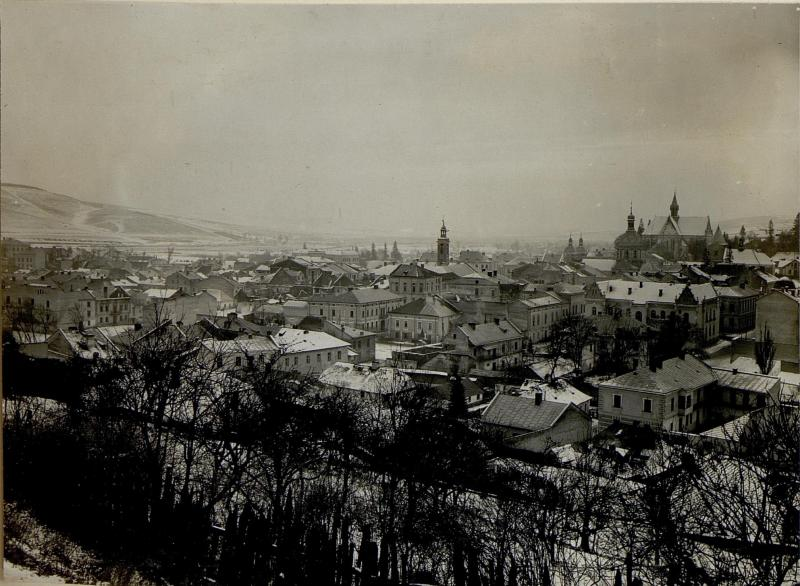
Вид на місто
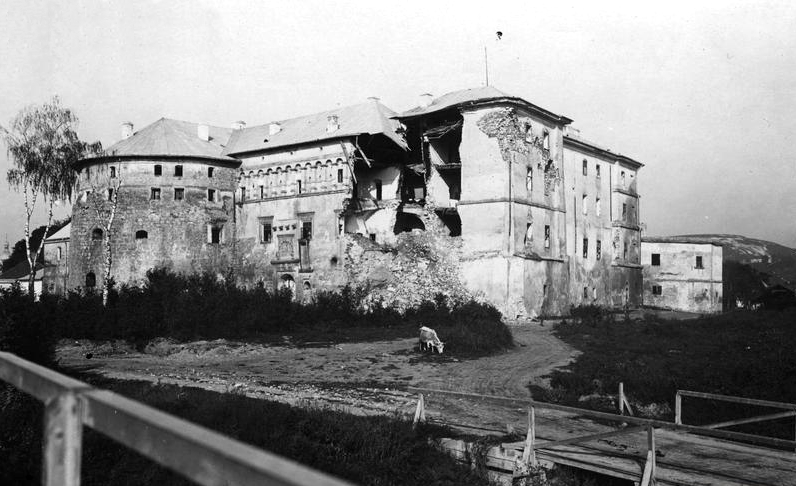
Руйнація замку

### 1914—1918 роки, І світова війна

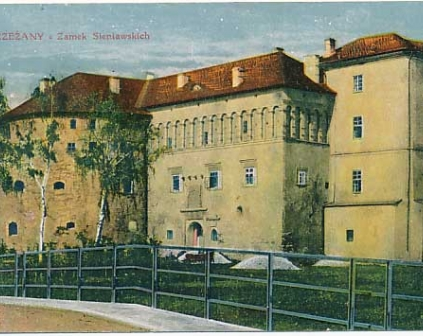
Бережанський замок на поштовій листівці. 1917 рік

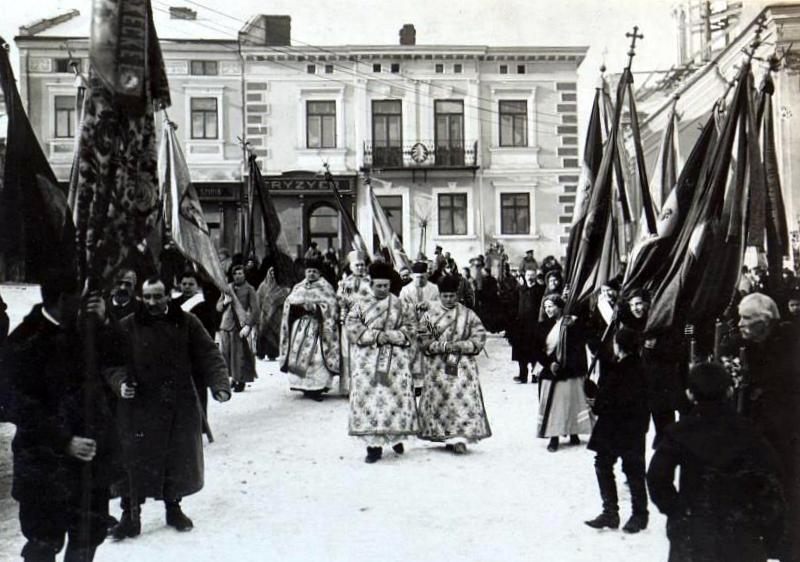
У Бережанах греко-католицьке духовенство відзначає свято 1916 рік

У серпні-вересні 1916 у боях на горі Лисоня поблизу Бережан Легіон УСС героїчно стримував натиск російської армії. Під час 1-ї світової війни місто зазнало значних руйнувань.
3 березня 1918 року в місті відбулось «свято державності і миру» (віче) на підтримку дій уряду Української Народної Республіки, на якому були присутні близько 12 000 осіб.
До лав УСС вступили уродженці Бережан:
- 1 сотня[18]
  - стрілець Пришляк Гриць, 1896 р. н.
- 3 сотня[19]
  - стрілець Копцюх Осип, 1898 р. н.
- 5 сотня[20]
  - стрілець Коник Іван, 1898 р. н.
- 8 сотня[21]
  - стрілець Сенишин Микола, 1895 р. н.

### ПеріодЗУНР
У листопаді 1918 — липні 1919 — повітовий центр ЗУНР 4 листопада в повіті Бережани було встановлено владу Української держави — ЗУНР. В Бережанському замку розташовувалась Начальна команда (генштаб) УГА. Тоді розпорядженням № 3 від 13 листопада 1918 Державного секретаріату військових справ ЗУНР було утворено Бережанську округу — військовий округ на території ЗУНР. Округа включала Бережанський, Бібрський, Перемишлянський, Підгаєцький і Рогатинський повіти. 22 — 23 грудня 1918 року в Бережанському замку — Ставці НКГА — відбулась державна нарада за участи Президента Е. Петрушевича, державного секретаря Д. Вітовського, генерала М. Омеляновича-Павленка, командирів груп УГА Г. Коссака, О. Букшованого, О. Микитки, А. Бізанца, А. Кравса та інших; розглядали план подальшого ведення війни.
З 11 листопада 1918 р. до липня 1919 р. посадником (міським головою) Бережан був Тимотей Старух. За іншими даними, його попередниками були професор гімназії Осип Насельський, директор Олександр Бородайко.

### Польський період
1919–1939 — під владою Польщі.
Місто було адміністративним центром сільської гміни Бережани, а саме місто утворювало окрему міську гміну.
У 1931 р. У Бережанах проживало 54 % поляків, 35 % євреїв, 10 % українців та інших.

### Більшовицький період
До 1939 року працювала «Рідна школа». Від вересня 1939 — у складі УРСР; згодом — райцентр. У 1940 почали працювати педагогічна, торговельна і деревообробна школи, краєзнавчий музей, Будинок культури, бібліотеки. Органи НКВС розпочали масові репресії проти населення.
Більшовики пограбували багатьох міщан під виглядом «націоналізації». Відступаючи, вони спалили будівлю колишнього «Українбанку».

### Під час війни

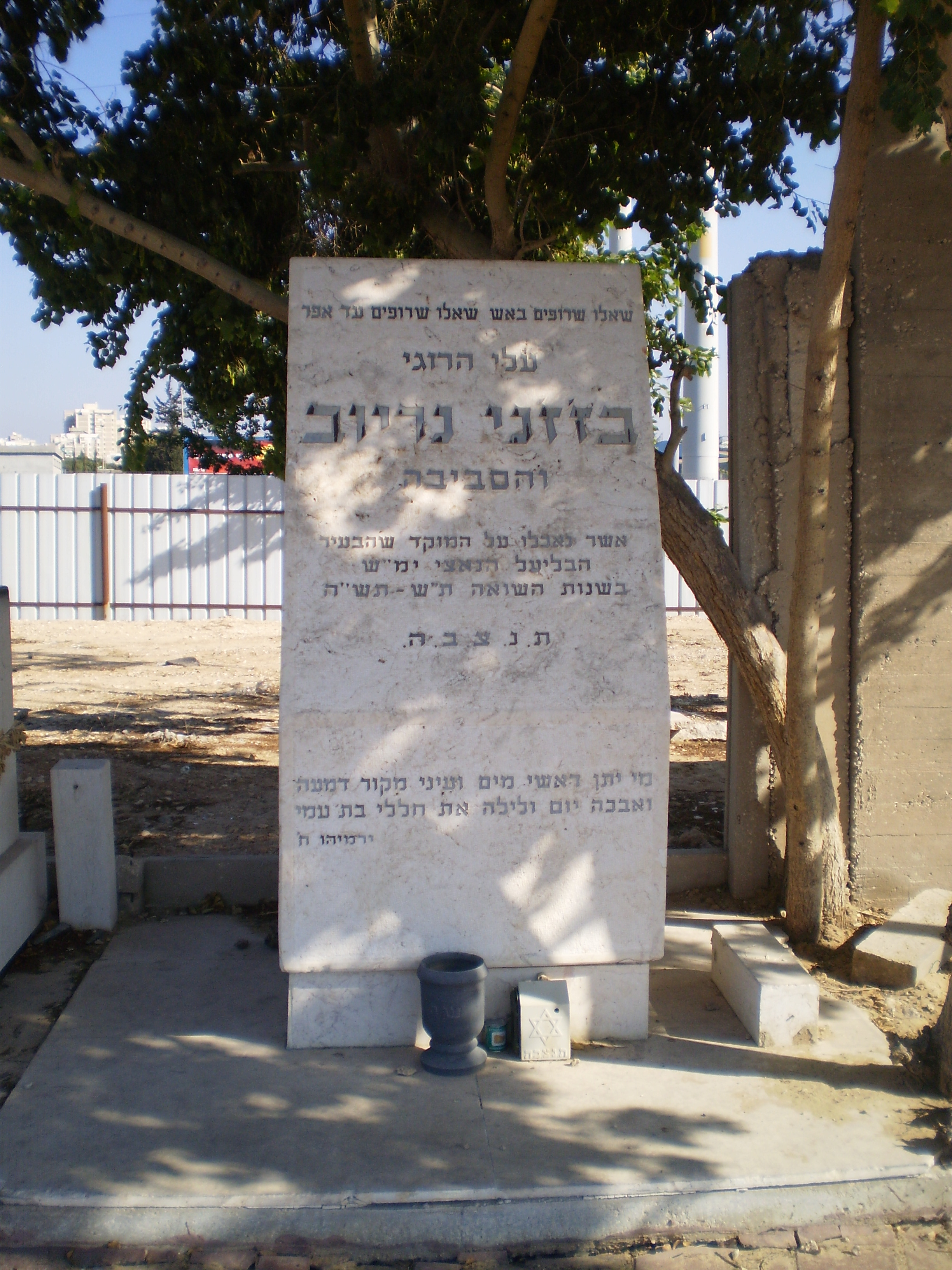
Меморіал, присвячений містянам-жертвам Голокосту (Холон)

25 червня 1941 Бойові загони ОУН тричі за день штурмували тюрму в Бережанах. 
Українці, переважно з навколишніх сіл, потрапивши в в'язницю, знайшли там понівечені тіла українських націоналістів, заарештованих НКВС. Через переважаючі уявлення про колабораціонізм євреїв з радянською владою та гнів, викликаний вбивством українських полонених, 6 липня відбулися єврейські погрми.  
Від 7 липня 1941 до 22 липня 1944 Бережани — під німецько-нацистською окупацією.  Із серпня 1941 — окружний центр.  
До 12 червня 1943  в місті діяло Бережанське гетто. К. Вихопець, Г., Т. Концевич, А. Концевич — жителі села, одні з праведників народів світу
22 липня 1944 р. війська Першого українського фронту в ході Львівсько-Сандомирськой операції: 1 гв. А − 127 сд (генерал-майор Говоров Іван Павлович) 107 ск (генерал-майор Гордєєв Дмитро Васильович) взяли місто.

### У незалежній Україні
13 травня 2015 року Постановою Верховної ради України Бережани набули статусу міста обласного значення.

## Населення

### Чисельність
Станом на 1 січня 2025 року в місті мешкало 20 118 осіб.

### Національний склад
Розподіл населення за національністю за даними перепису 2001 року:
| Національність  | Відсоток |
| --------------- | -------- |
| українці        | 98.10%   |
| росіяни         | 1.40%    |
| поляки          | 0.17%    |
| інші/не вказали | 0.33%    |

### Мова
Розподіл населення за рідною мовою за даними перепису 2001 року:
| Мова            | Кількість | Відсоток |
| --------------- | --------- | -------- |
| українська      | 16866     | 98.46%   |
| російська       | 234       | 1.37%    |
| польська        | 9         | 0.05%    |
| білоруська      | 5         | 0.03%    |
| болгарська      | 2         | 0.01%    |
| інші/не вказали | 14        | 0.08%    |
| Усього          | 17130     | 100%     |

## Економіка
Колись в місті працювало 12 промислових і 6 сільськогосподарських підприємств, зокрема ВАТ — Бережанський склозавод, цегельні заводи, кахельний цех, макаронна фабрика, консервний завод, (радіотехнічний) завод «Мікрон», виробничий комбінат, «Сільгосптехніка», птахофірма «Бережанська»… — з усього переліченого працює лише завод "Керамік" і ТДВ "Бережаниавтотранс" (колишнє АТП-16137).  Всі інші не працюють з кінця 1990-х - початку 2000-х років.
З нових підприємств працюють: торговельна компанія «Гласс Трейд» — (виробництво і декорація скляних виробів), ТОВ «Христина» (виробництво та реалізація гофротари, надання транспортно-експедиційних послуг.

## Культура, освіта

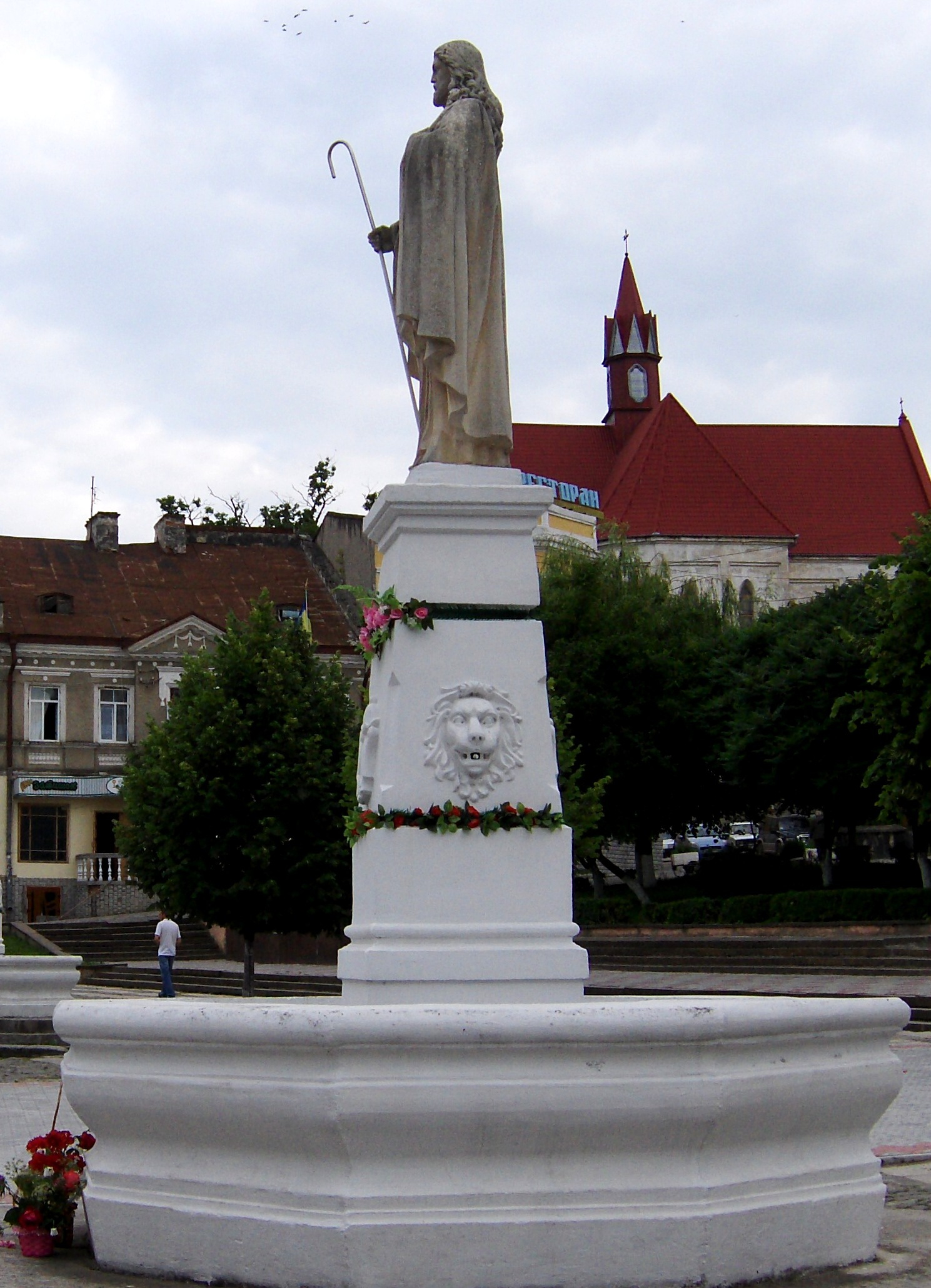
Статуя Ісуса Христа на центральній площі Ринок у м. Бережани.

Діють Бережанський агротехнічний інститут, Бережанський фаховий коледж, було 4 школи (зараз об’єднали 1-шу з 4-ю і 3-тю з 2-ю) 3 дитсадки, 2 лікарні, поліклініка, дитячий пульмонологічний санаторій (закритий в 2020 році), міжрайонний тубдиспансер (закритий в 2014 році), Будинок культури, клуб, музична та художня школи, 4 музеї (Бережанський краєзнавчий музей, Бережанський музей книги, Літературно-меморіальний музей Богдана Лепкого, Музей переслідуваної Церкви).
Продовжують роботу товариство «Боян», осередок товариства «Просвіта». Працюють 7 народних колективів художньої самодіяльності, зокрема Бережанський народний аматорський хор «Просвіта», Бережанський жіночий камерний хор.
Місто Бережани, БУЛО місцем проведення щорічних фестивалів Рурисько (не проводиться з 2013 року) та Фестивалю Бережанського Замку.

## Релігія
Діють релігійні громади:
- УГКЦ
- ПЦУ
- ЦАСД
- РКЦ
- Свідків Єгови
- 2 церкви п'ятидесятників (вул. Валова 4, вул. Козацька)
- 2 доми молитви (суботники)

## Пам'ятки

### Пам'ятки архітектури
Бережани внесені до списку історичних міст і селищ 1-ї категорії цінності України; 2001 р. місту надано статус Державного історико-архітектурного заповідника.
До державного реєстру пам'яток архітектури національного та місцевого значення зокрема внесені Бережанська ратуша, церква Пресвятої Трійці, церква святого Миколая, Бережанський замок, замковий костел Святої Трійці, костел святих апостолів Петра і Павла (з дзвіницею), костел святого Миколая і монастир бернардинів, костел Різдва Діви Марії, а також окремі громадські та житлові споруди кінця 19-початку 20 століття.
Є також церква Успіння Пресвятої Богородиці та монастир співстраждання Пресвятої Богородиці.
Цікавим виразником стилю ампір виступає цілий ряд житлових бережанських будинків з мансардами та «пухкими», за висловлюванням Григорія Логвина, колонами. Час їх появи припадає на кінець XVIII — початок XIX ст. Архітектурний модерн представлений у Бережанах декількома об'єктами.

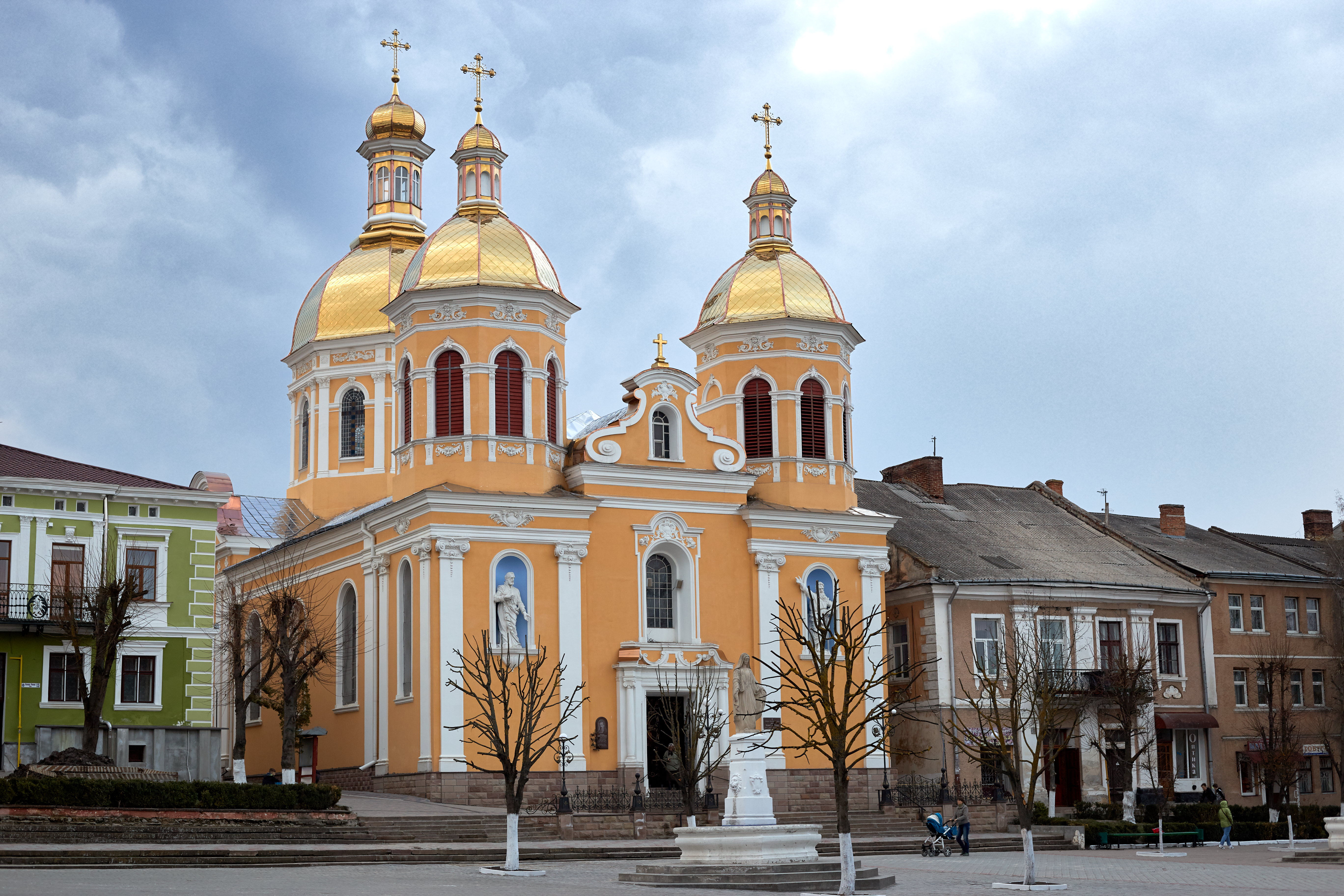
Церква Пресвятої Трійці
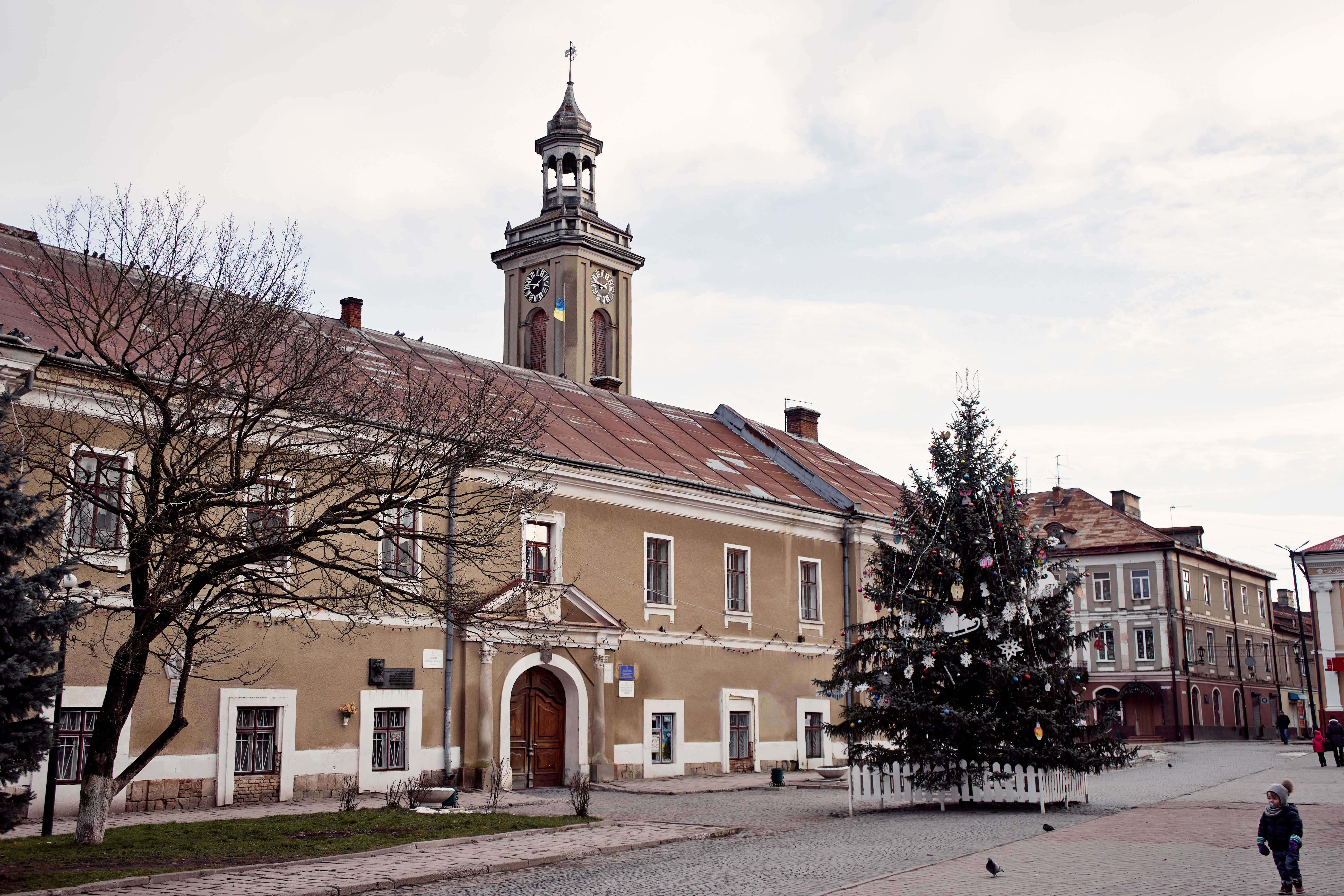
Ратуша
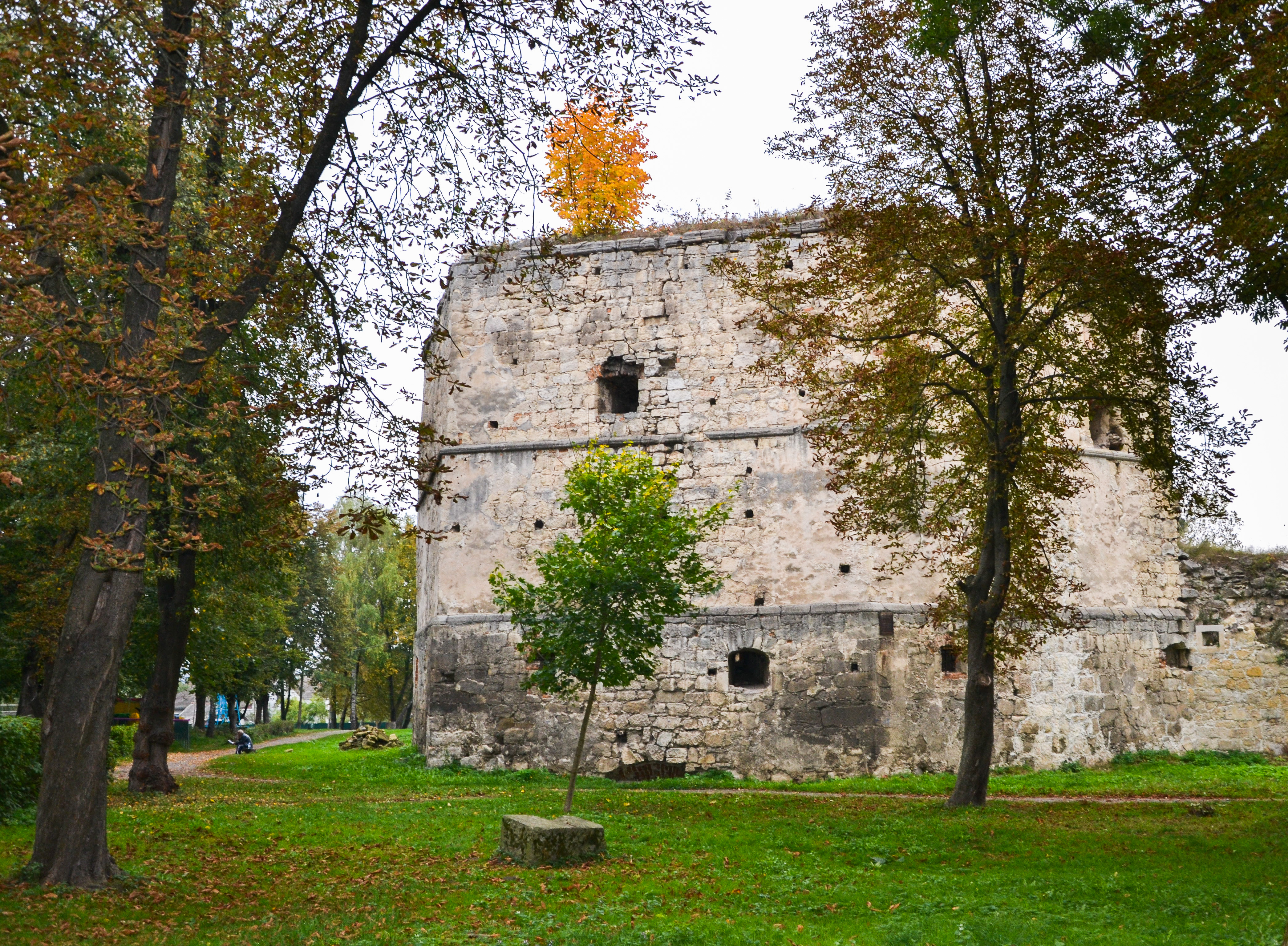
Бережанський замок
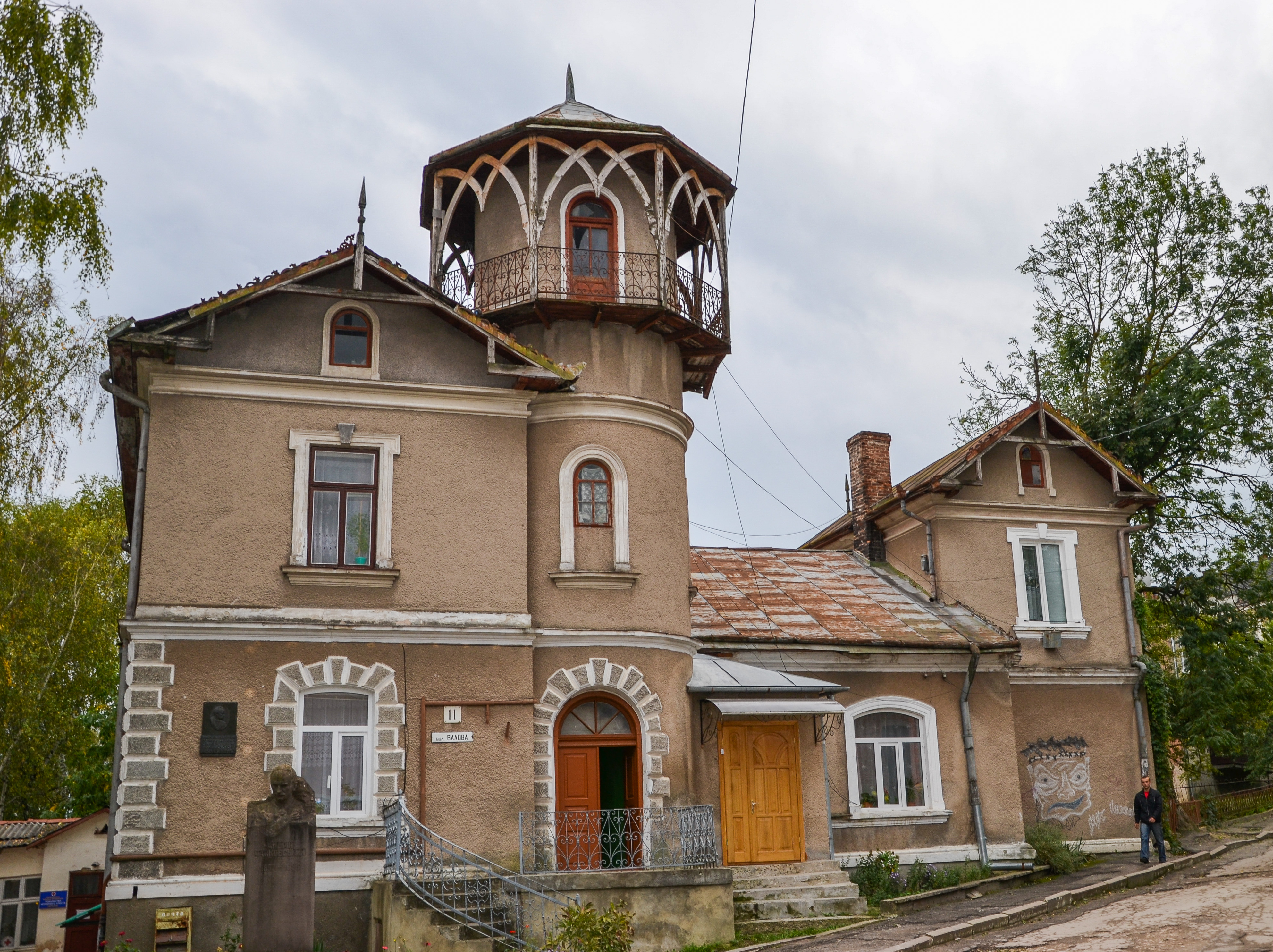
Будинок у якому мешкав письменник Андрій Чайковський
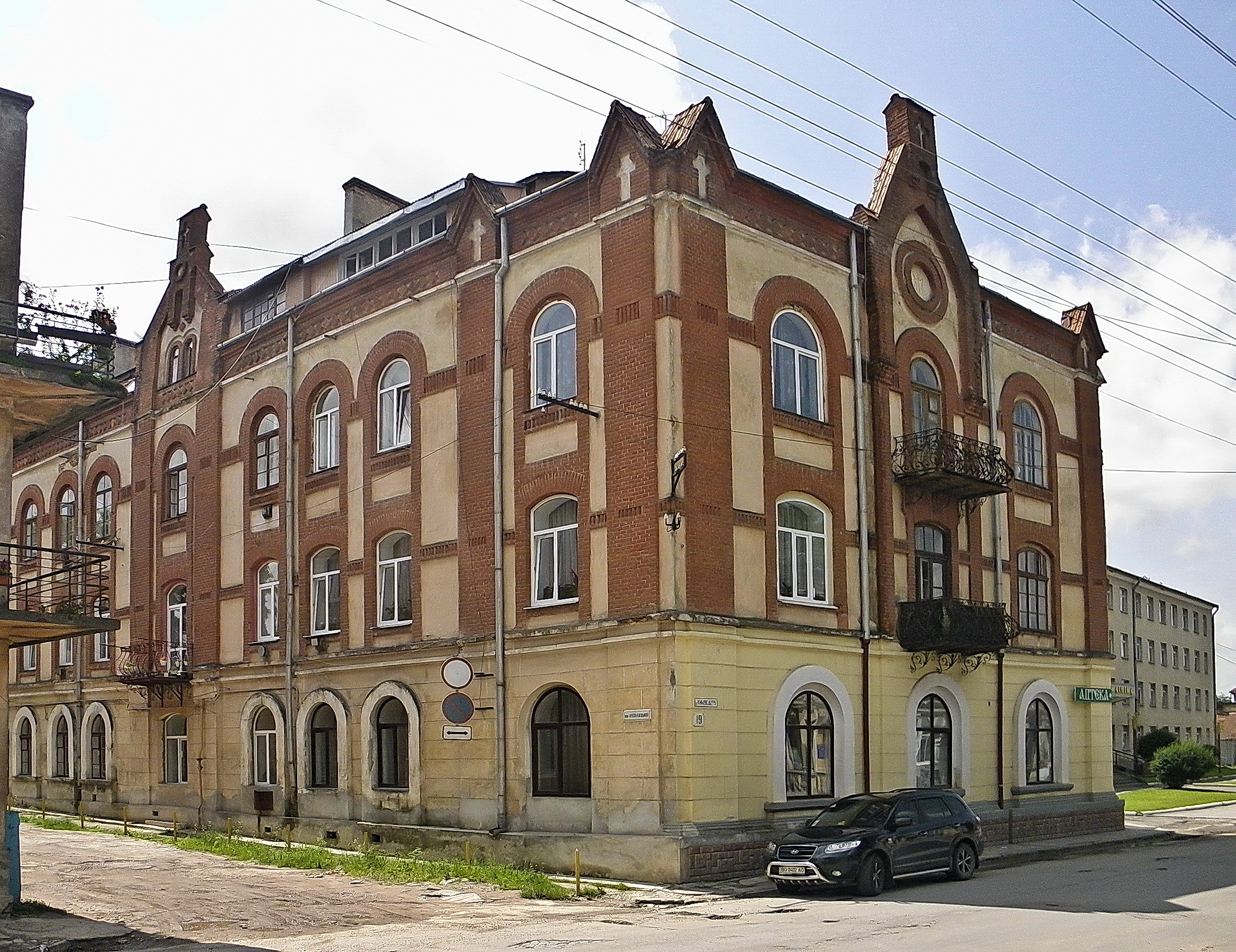
Житловий будинок XIX ст.
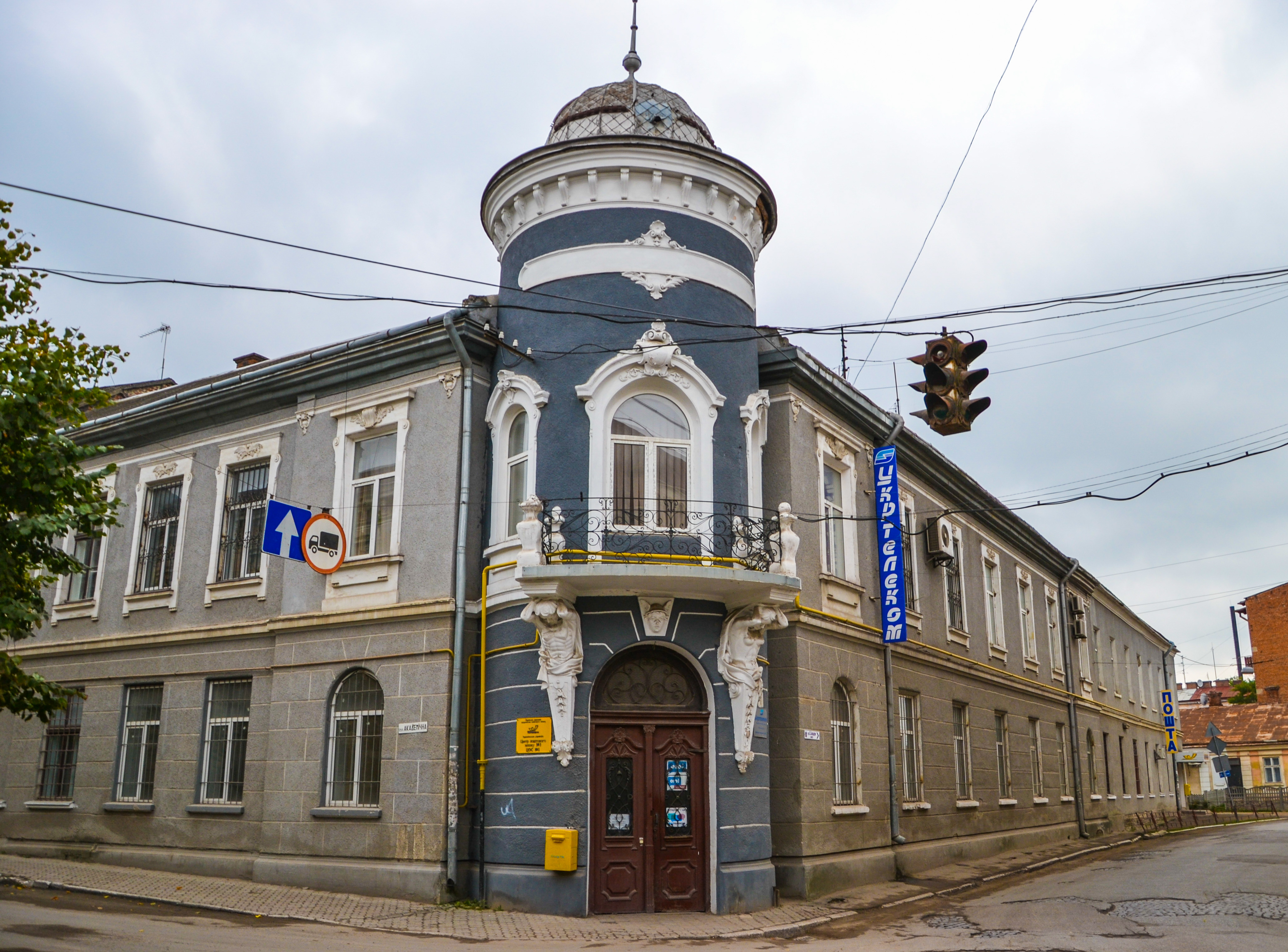
Пошта
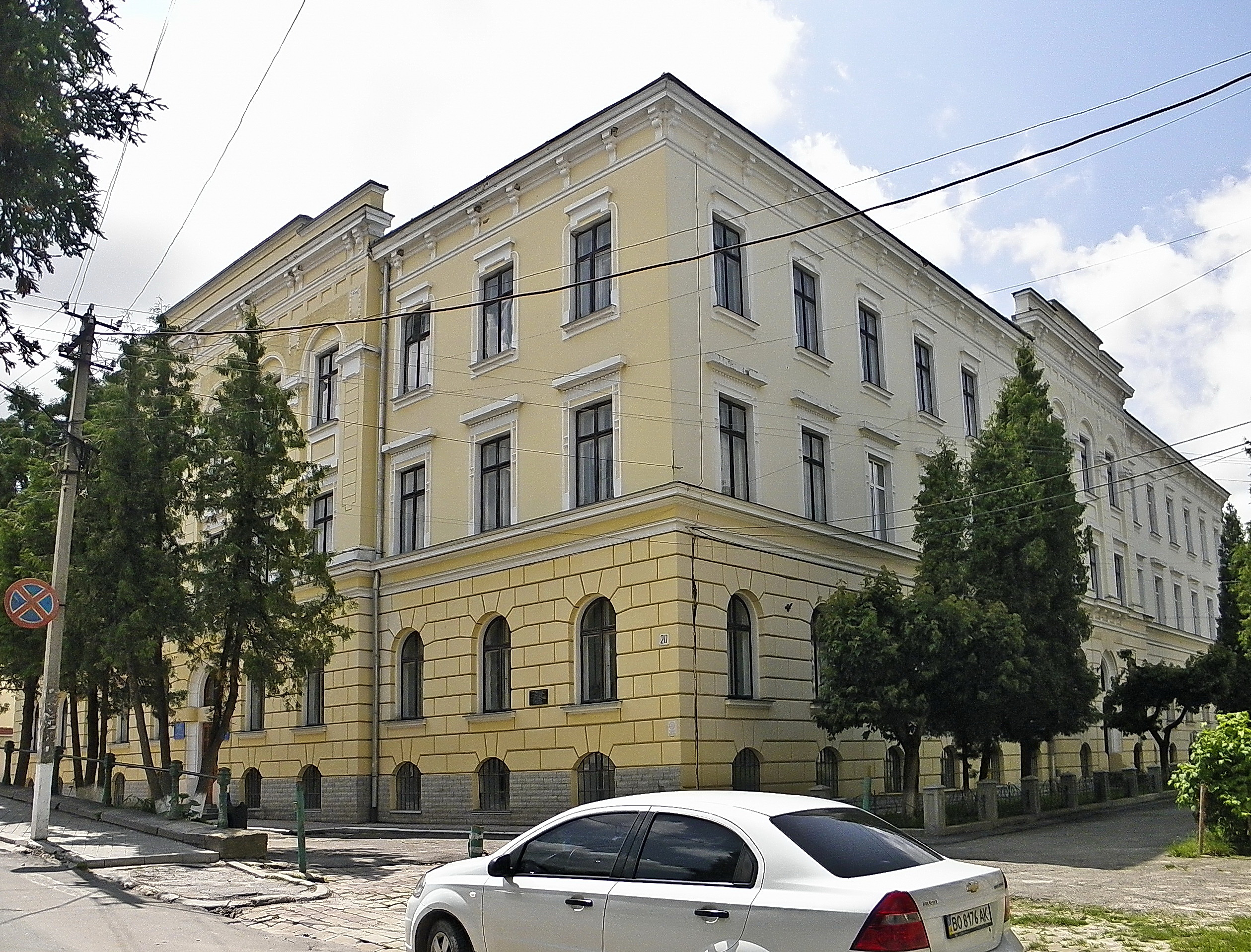
Головний корпус Бережанського агротехнічного інституту

### Пам'ятники та меморіальні дошки
У Бережанах споруджено:

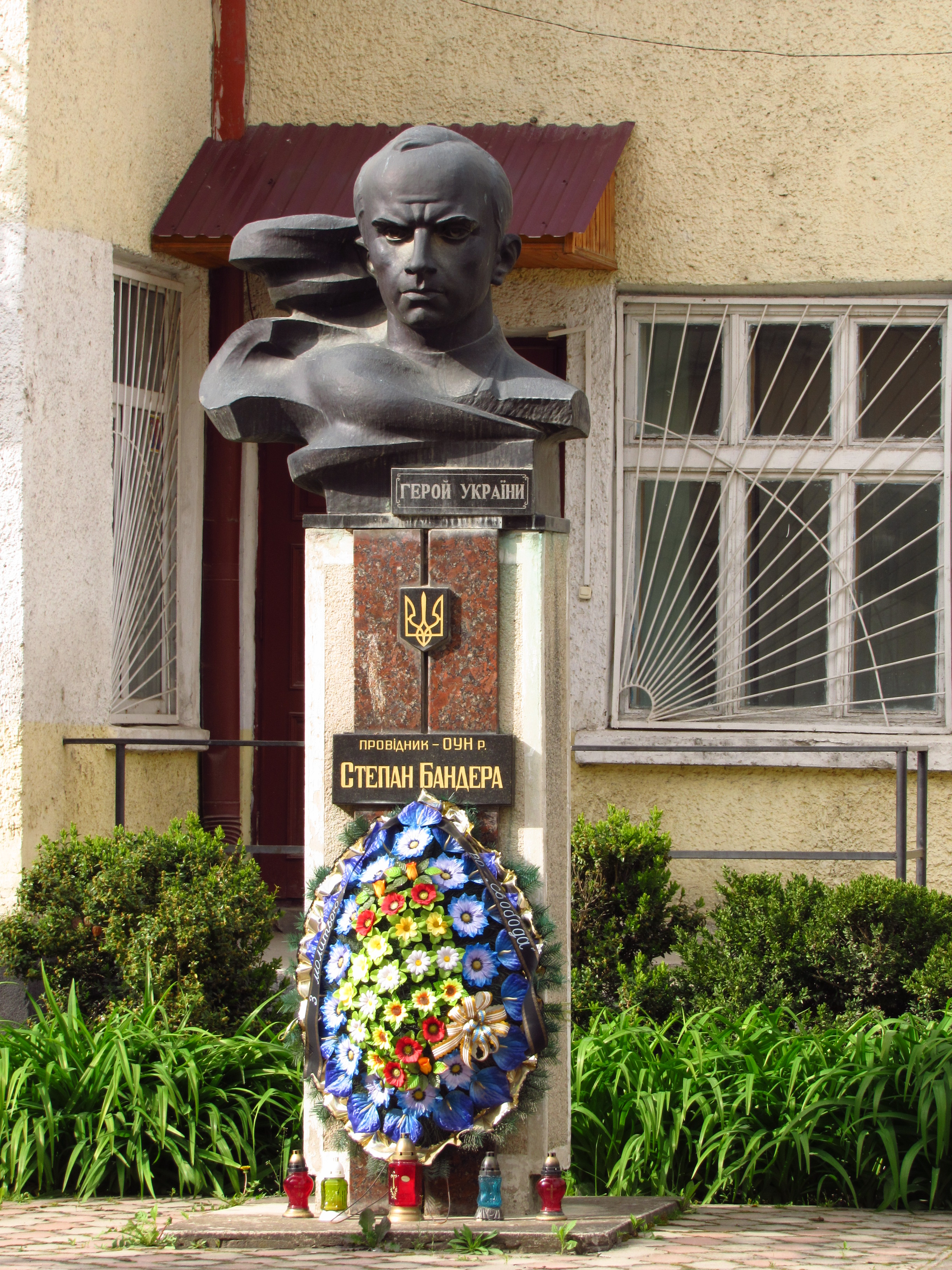
Пам'ятник провіднику Організації українських націоналістів Степанові Бандері (2005)

- Меморіал борцям за волю України (ОУН-УПА)
- Меморіальний комплекс жертвам німецько-радянської війни (1978, скульптор Е. Мисько),
- Пам'ятники Тарасу Шевченку (1993, скульптор М. Посекіра, Л. Яремчук) та Богданові Лепкому (1997, скульптор Іван Сонсядло),
- Погруддя А. Чайковського (1996, скульптор І. Сонсядло) та Д. Мирона-Орлика,
- Меморіальні таблиці І. Франкові (1981), М. Шашкевичу (1987, скульптор І. Козлик), Б. Лепкому (1991, скульптор К. Сікорський),
- Меморіальна таблиця про останній політичний процес Польської держави проти українців-членів ОУН 14.09.1939 p. (Андрій Крук, 1995),[36]
- Пам'ятний знак до 50-ліття депортації українців із Лемківщини (1996),
- Пам'ятник «Героям Чорнобиля» (2007)[37]

Меморіальна дошка на честь 125-річчя від дня народження І. Я. Франка встановлена по вул. Чайковського, будинок 11 (скульптор Зеновій Мігоцький). Сюди влітку 1894 року Іван Франко приїздив на запрошення письменника Андрія Чайківського для ознайомлення з книгозбірнею в с. Краснопуща, побував він також у приміському селі Рай (нині околиця м. Бережани).
Восени 2008 року було відкрито пам'ятник Івану Павлу ІІ. Бюст із бронзи встановили біля римо-католицького костьолу Різдва Діви Марії. Після урочистої літургії його освятили священики двох традиційних християнських конфесій міста. До встановлення пам'ятника долучилася римо-католицька громада Бережан і мешканці Ключборга, який є побратимом Бережан. Виготовили бюст у Польщі. На пам'ятному знаку українською та польською мовами викарбувано напис:
|  | Українська земле, дякую тобі за приклад вірності Євангелії. Йоанн-Павло ІІ. Київ. 24 червня. 2001 року |

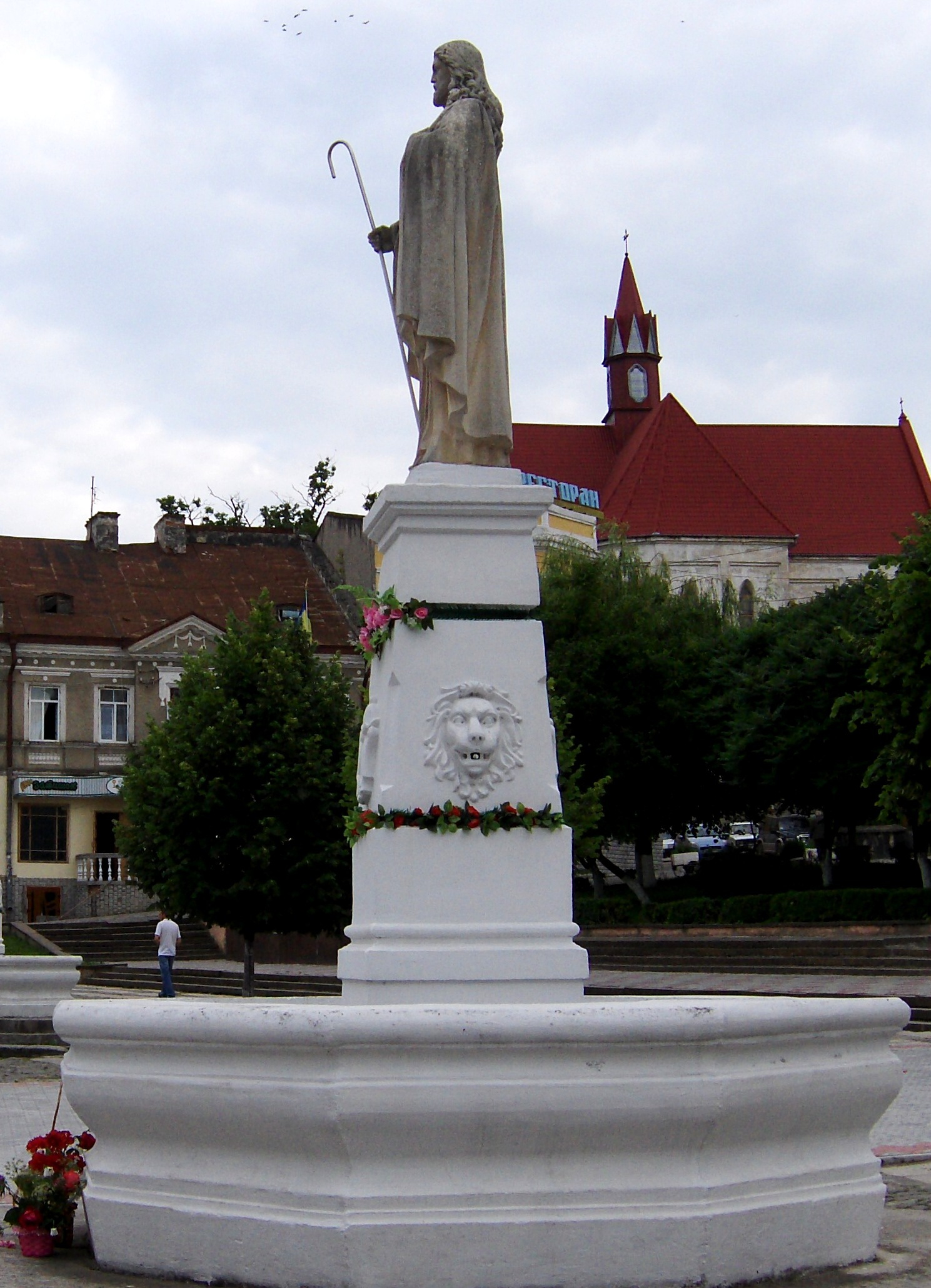
Скульптура Ісуса Христа
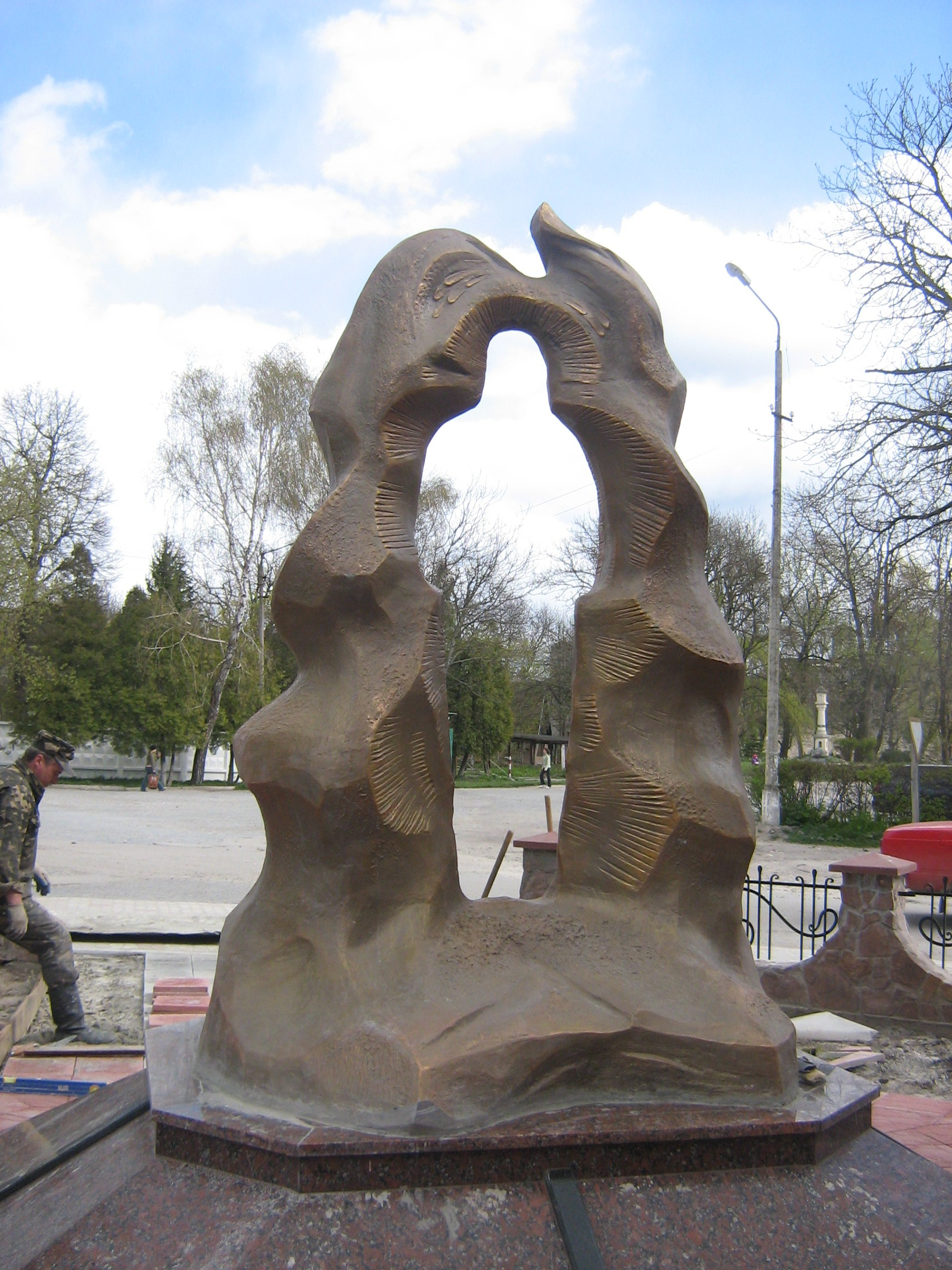
Пам'ятник «Героям Чорнобиля»
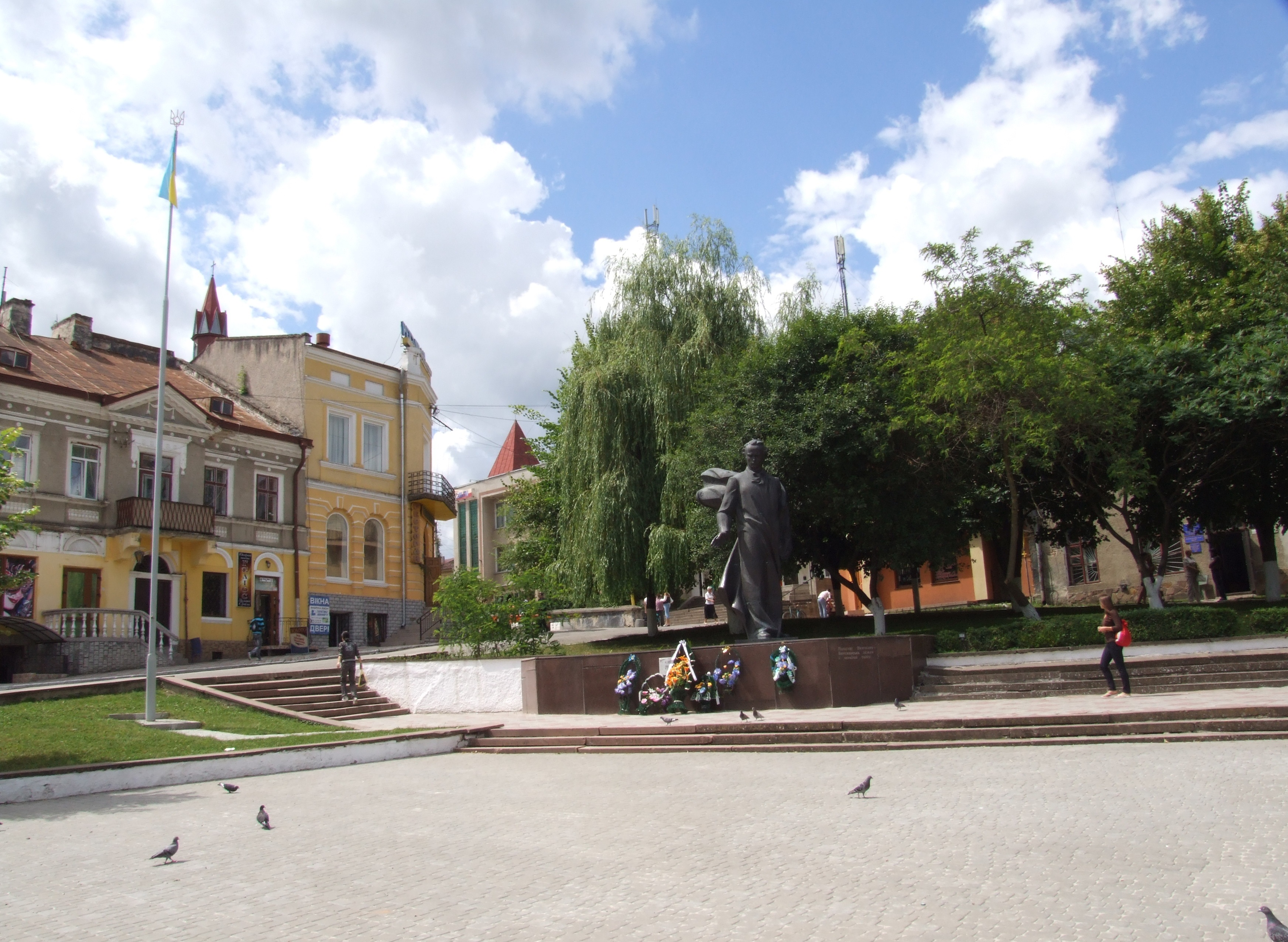
Пам'ятник Тарасу Шевченку
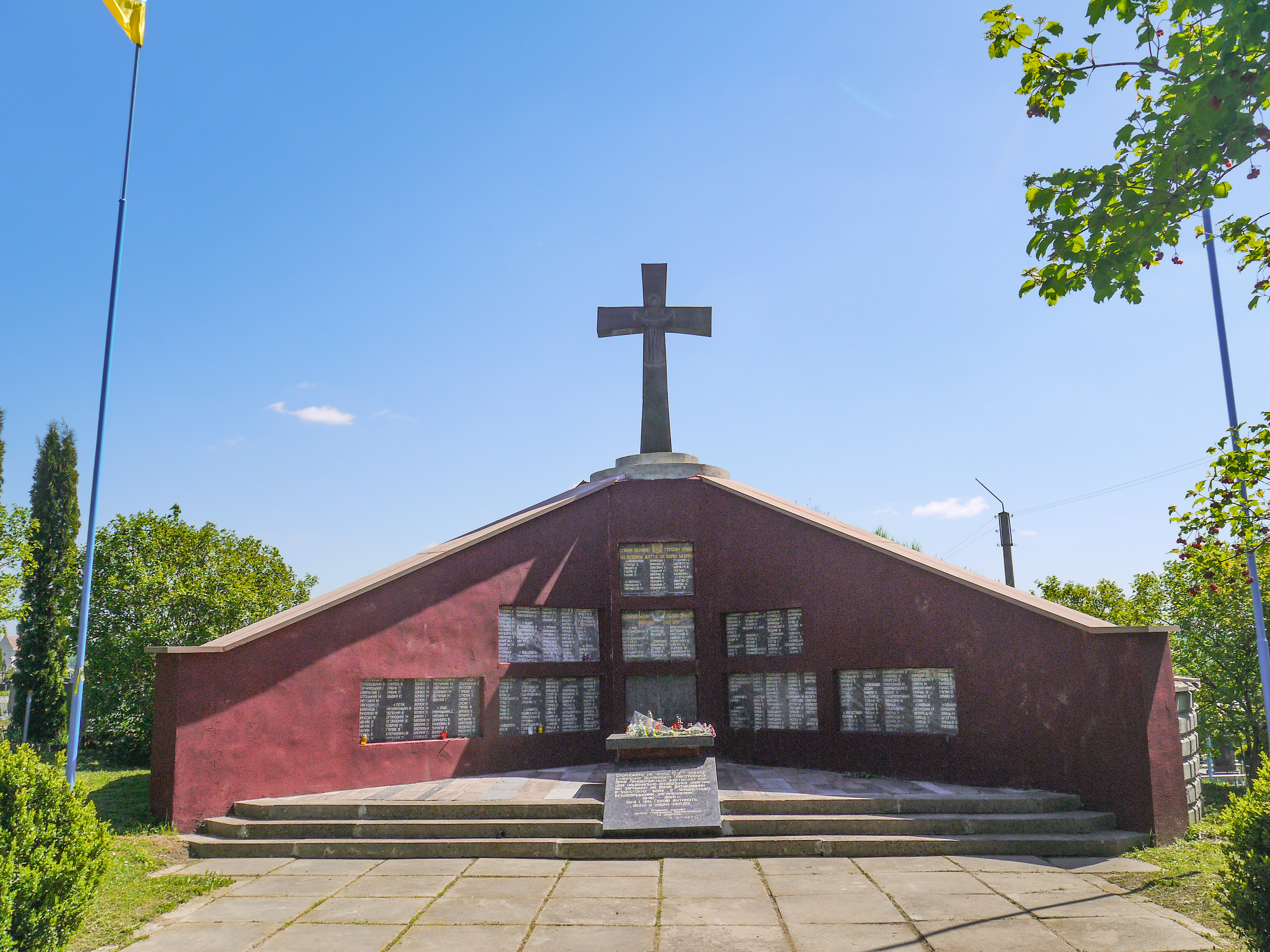
Меморіал борцям за волю України (ОУН-УПА)
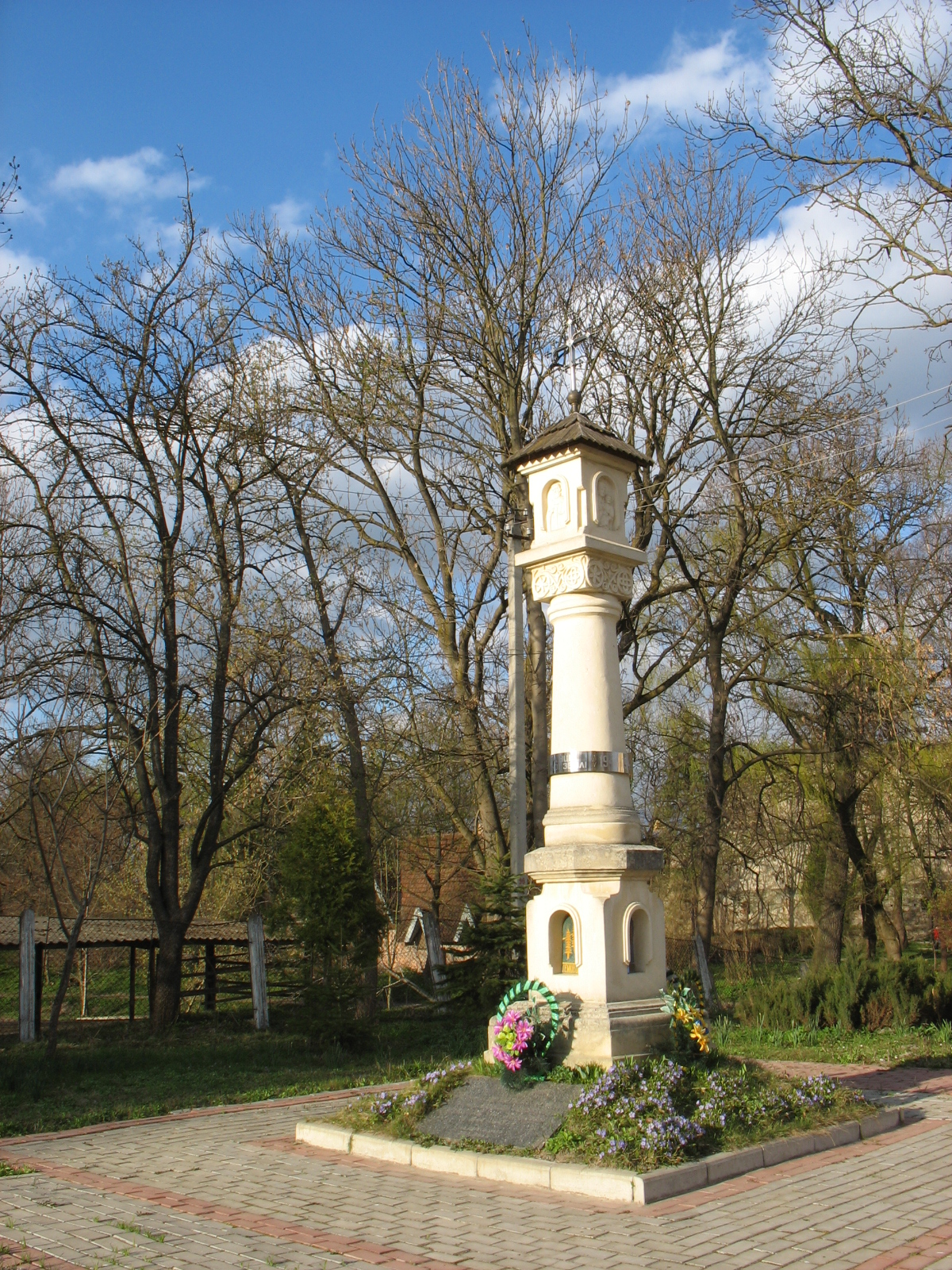
Пам'ятний знак «50-річчя депортації українців»
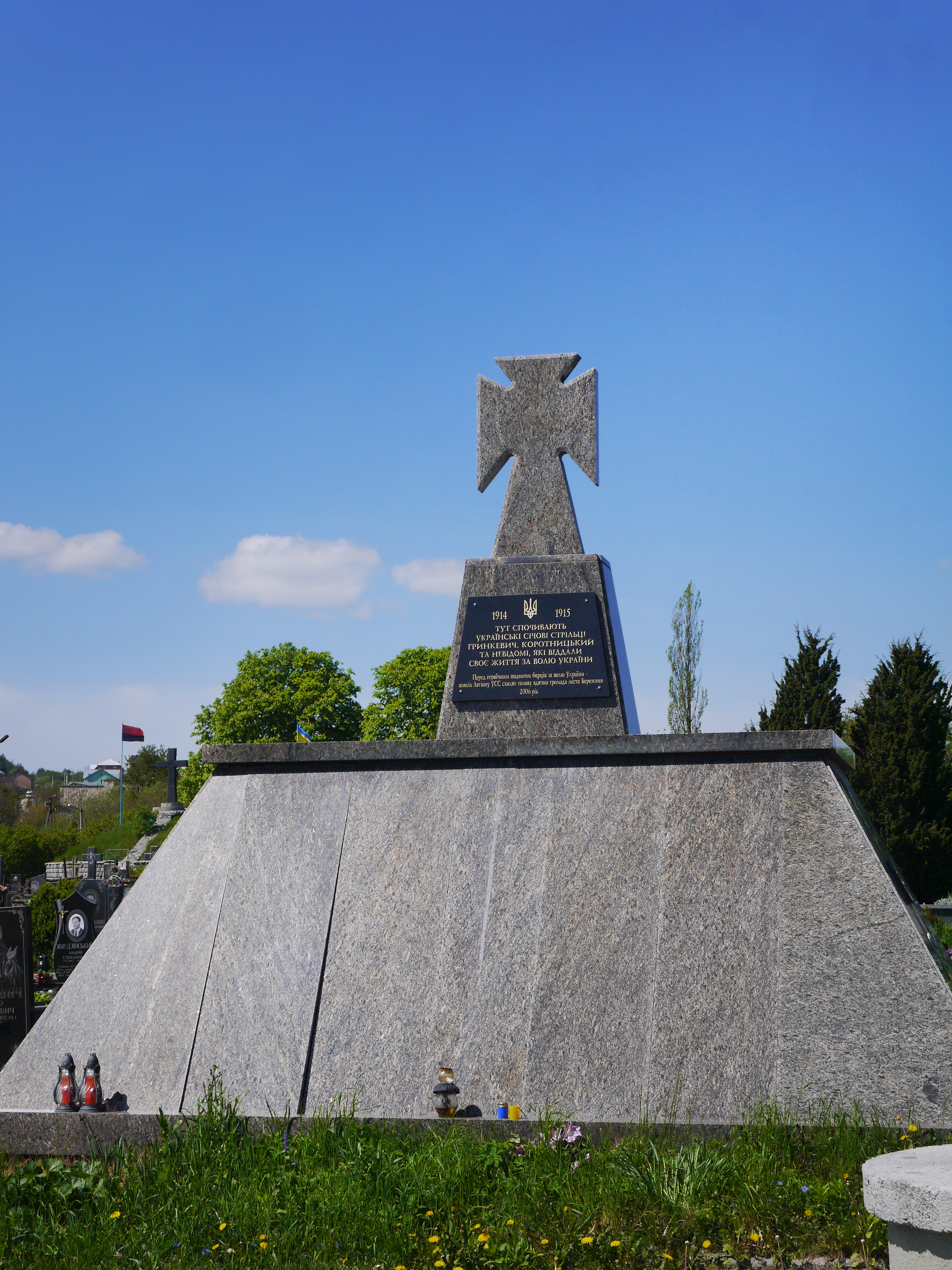
Братська могила Українських січових стрільців

Є фігури святому Миколаю (1859), Іоану Хрестителю (1901), Матері Божої. Встановлено памʼятний хрест на честь святої Тверезості (1878).

#### Скульптура Божої Матері
Встановлена ХІХ ст., підмурівок — більш ранній (пам'ятка монументального мистецтва). Виготовлена із каменю самодіяльними майстрами.
Розташована на вулиці Вірменській (подвір'я церкви Св. Трійці).
Постамент — розміри 0,9×0,9 м, висота 3,4 м, висота скульптури — 1,2 м, площа — 0,0005 га.

### Некрополі

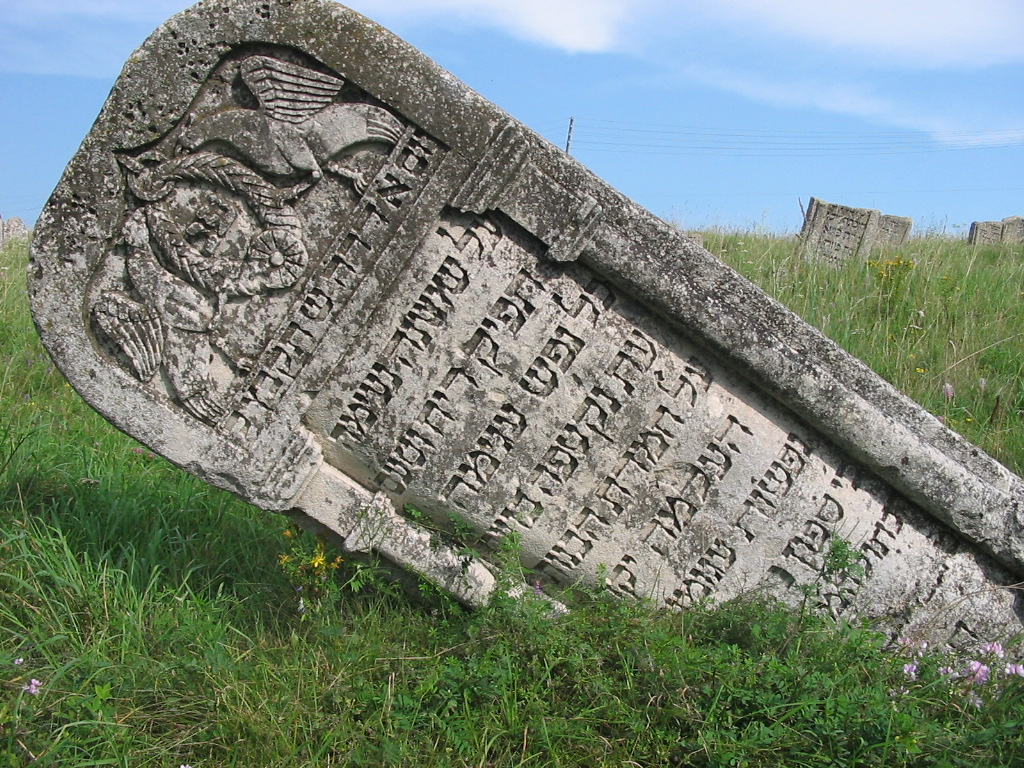
Єврейська надгробна плита (мацева) з написом івритом, єврейське кладовище в м. Бережани

На міському цвинтарі-меморіал німецьким воїнам, полеглим у 1-у світ. війну.
На міському кладовищі поховані такі відомі діячі:
- Радянські воїни:
  - підполковник Тонкін Петро Федорович (1900-22 липня 1944 рр.), воював у 911-му артполку 340-ї стрілецької дивізії. Загинув в боях у Бережанському районі. На кладовищі встановлено пам'ятник-надгробок з пірамідальним багатоступінчастим обеліском.
  - лейтенант Петро Сосенко, який загинув у боях з гітлерівськими загарбниками під Бережанами в липні 1941 р. Встановлено пам'ятник—надгробок з пірамідальним багатоступінчастим обеліском.
  - лейтенант Браїлко Олександр Степанович (1924–1944 рр.) — льотчик-винищувач авіапідрозділу, що входив до складу Другої Повітряної Армії. Загинув біля хутора Запуст.

Окрім того, на міському кладовищі є братська могила радянських воїнів. На братській могилі встановлений пам'ятник — скульптуру воїна (повний зріст) на прямокутному постаменті. В боях за місто загинуло близько 100 радянських воїнів, які поховані у братській могилі.
Є окреме кладовище Радянських воїнів. На кладовищі є три братські та сім індивідуальних могил, у яких поховано близько 200 радянських воїнів. Посередині кладовища встановлено обеліск Слави.

## Герби

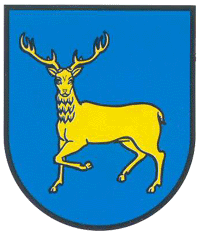
Герб міста, вживаний ще у XVII ст.
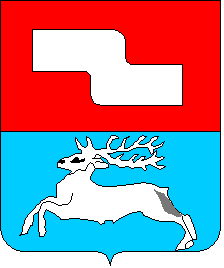
Герб Австрійського періоду
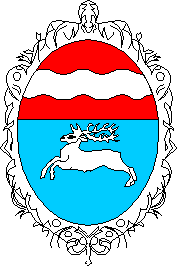
Герб польського періоду
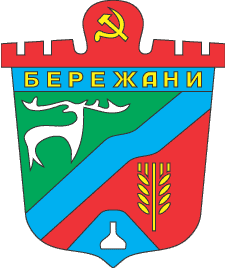
Герб радянського періоду
Герб Бережанської землі
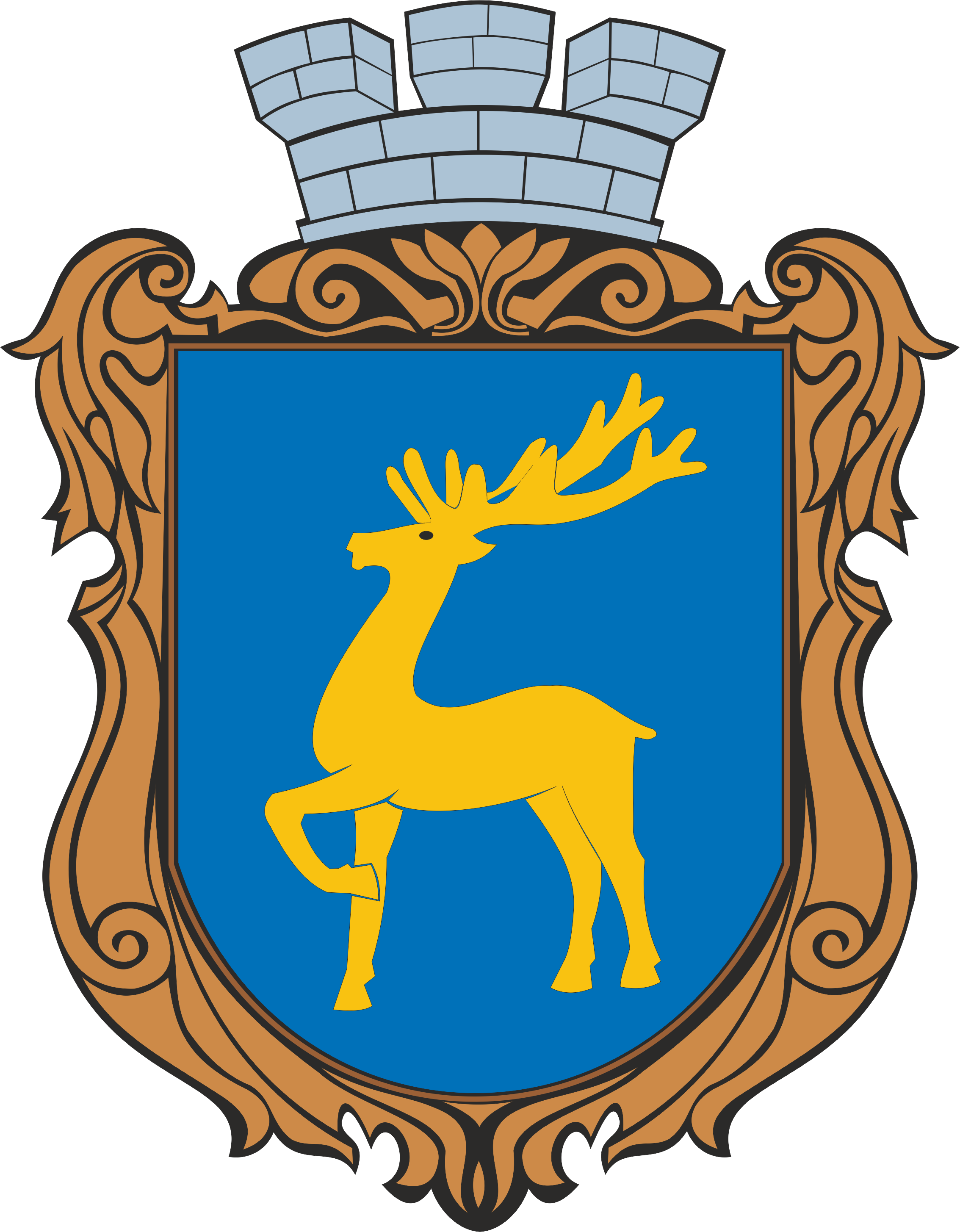
Сучасний Герб Бережан

## Засоби масової інформації

### Інтернет-видання
- Бережанський інформаційний портал — інформаційний ресурс, створений за підтримки Міжнародного фонду «Відродження». Адреса — info.berezhany.net [Архівовано 20 серпня 2011 у Wayback Machine.]. На порталі розміщені місцеві новини, афіша, блоги, оголошення та інша інформація.
- 20 хвилин Бережани — новинний портал Медіакорпорації «RIA». Адреса — 20minut.ua/Novyny-Berezhan [Архівовано 14 січня 2014 у Wayback Machine.].

### Радіостанції
- Говорить радіо Бережани — районна комунальна радіостанція. Засновник — Бережанська районна рада. В ефірі — інформаційні, культурологічні, просвітницькі, розважальні програми та передачі для дітей. Веде мовлення на 1-му каналі проводової мережі за наступним графіком: понеділок, середа, п'ятниця — 06:30-06:44; вівторок, четвер — 11:40-11:59 (час мовлення не використовується під час трансляції пленарних засідань Верховної Ради України); субота — 12:30-12:59. Не працює з 2015 року.
- Бережани — онлайн-радіостанція, що є частиною «Бережанського інформаційного порталу» — info.berezhany.net [Архівовано 20 серпня 2011 у Wayback Machine.]. Веде мовлення за адресою radio.berezhany.net. В ефірі — місцеві новини, інтерв'ю з відомими та цікавими особистостями, сучасна музика, замовлення пісень, оголошень, привітань. Не працює з 2016 року.

### Друковані періодичні видання
- Береж інфо — незалежна рекламно-інформаційна газета. Заснована у 2006 В. Ціпліцьким. Редактор — В. Якимів. Інформування населення про новини та діяльність підприємств та громади Бережанського району, поради фахівців та корисні поради, спорт і дозвілля. Новини газети розміщуються на «Бережанському інформаційному порталі» — info.berezhany.net [Архівовано 20 серпня 2011 у Wayback Machine.], частиною якого вона є.
- Бережанське віче — щотижнева газета Бережанської районної ради і райдержадміністрації. Виходить від вересня 1990 на зміну газеті «Нове життя». Основна тематика — висвітлення життя району, питань національного відродження[41]. Сайт газети — viche.ber.te.ua (не оновлюється).
- Жайвір — незалежний літературно-мистецький, історико-краєзнавчий альманах. Виходить неперіодично від січня 1992. Шеф-редактор — Б. Романишин, редактор — Н. Волинець. До редколегії різного часу входили П. Вільчинський, В. Павук, Я. Шургот[42].

### Колишні періодичні видання
- Бережанська ратуша — газета Бережанської міської ради. Заснована у 2002. Редактор — Я. Шургот. Висвітлює економічно-господарське й культурно-мистецьке життя міста[43].
- Бережанський вісник — щотижнева газета, орган повітової Української Національної Ради ЗУНР. Виходила від 30 січня до травня 1919. Редактором був М. Західний, відп. за ред. Т. Старух. У логотипі видання зазначено, що це «політична, просвітна і господарська часопись», призначена для українського громадянства. Серед рубрик — «В світі», «У нас на Вкраїні», «Урядовий відділ», «В повіті», «Бережани», «Звідомлення Українського генерального штабу»[44].
- Бережанські вісти — щомісячна газета міжвоєнного періоду, яка виходила у Бережанах з 1935 року. Видавець і відповідальний редактор — Ю. Поплавський[45].
- Книжочка миссійна — журнал-місячник. У Бережанах вийшло кілька номерів цього журналу — у 1890, ч. 1, 3; 1891–1893; 1894, ч. 8—12; 1895, ч. 1—4 на друкарні А. Цехольського)[46].

## Транспорт
Бережани розташовані на автошляху М12 (E50). Автодорогою Т 2004 сполучені з автодорогою Н18.
З Бережанської автостанції є постійне автобусне сполучення з містами: Тернопіль, Івано-Франківськ, Київ, Львів, Чернівці, Долина, Трускавець, Монастириська, Стрий, Рогатин, Самбір, Підгайці, Калуш, Заліщики та інші..
Місто давно має потребу в об'їзній дорозі.
Також є залізнична станція Бережани, яка на сьогодні не працює.
Внутрішньо-міські маршрути: №1 Лісники-Центр-Мікрон
Є також приміські маршрути у ближні села (фактичні як міські): Автовокзал - Вільхівець, Автовокзал - Гайок та інші.
Раніше ліквідовані маршрути: Східний - Склозавод, Птахоферма - Адамівка(РЕМ)та кільцевий міський маршрут.

### Історія виникнення залізничної дороги через Бережани
У 1882 році здійснили трасування лінії від Задвір'я до Бучача через Бережани і Підгайці, яке провів інженер Генріх Шпальке. Ось як прореагувала газета «Діло» (1891 рік, № 170) з цього приводу:
«Пишуть з Бережан, що інженери покінчили вже трасу з Галича на Бережани до Тернополя і визначили місце на дворець коло Бережан, але не в місті, як того всі бажали, але аж за Потуторами, 8 км від Бережан.»
Питання про будівництво залізниці Персенківка-Винники-Перемишляни-Бережани-Підгайці постало в 1901 році, коли було дано концесію на цей проект. Був опрацьований проект лінії від Персенівки до Винник, далі через Перемишляни і Бережани — до Підгаєць. Таким чином, локальна (місцева) колія Львів — Підгайці була дана на відкуп концесіонерам, тобто людям, які вклали інвестиції (гроші) у будівництво цієї колії. Концесію підписано 19.08.1905 року. Інвесторами були князь Роман Потоцький; власник бережанських маєтків, професор Адам Чижевич; власник підгаєцьких маєтків Адам Третер. Наступні чотири роки велися перемовини з державою та потенційними інвесторами, у тому числі з Львівським магістратом, який за умову своєї участі в проекті поставив вимогу будівництва нового вокзалу неодмінно на території міста. Будівельні роботи розпочалися у 1905 році і тривали до 1909 року.
До 1909 року увесь Бережанський район був відрізаний від західної частини країни через відсутність залізничної дороги. Хоча, залізнична дорога Тернопіль-Потутори-Ходорів уже існувала, але її використовували в комерційних цілях.
Колія Львів — Підгайці була єдиною ниткою, що зв'язувала столицю Галичини із центром Середнього Опілля загалом і краєм опільським зокрема.
Уряд Австрії підтримав намір прокладання залізниці зі стратегічних причин.

Будівництво лінії, що проходить серед пагорбів і далі вздовж Золотої Липи, зіткнулося з численними технічними труднощами, які інженери здолали під керівництвом покійного інженера Косінського, творця цієї та багатьох інших ліній.
Ця лінія значно розширила розвиток цієї частини країни. Залізниці вдалося швидко пройти і, ймовірно, все, що було необхідно для розвитку і транспортувало сільськогосподарські плоди, годуючи їх значними внутрішніми ринками. Його створення сприяло будівництву великих комерційних млинів та інших промислових об'єктів.(Станіслав Сташко, начальник залізничної станції у Бережанах, рік відсутній)
Залізничну станцію у Бережанах було офіційно відкрито у 1897 році, а запуск маршруту Львів-Бережани-Підгайці відбувся аж 29 вересня 1909 року
Нещодавно санкціонована нова залізнична лінія Львів-Підгайці зі станцією в Бжежанах, ймовірно, у значній мірі сприяла б виконанню гарячого бажання, і здавалося, що тільки мрії могли б бути приховані за одягом реальності. Будівництво залізниці буде коротким, як вони запевняють, час початку, завершення і введення в експлуатацію. Бжезани стануть передмістям Львова, місцем екскурсій для молоді, з метою відпочинку і відпочинку для жителів столиці. (1905 рік)
Дмитро Бартків згадував своє рідне село Котів як головним чином українське із декількома польськими родинами.
Коли Дмитро мав 11 років, його батько віддав його у бережанську загальну школу для хлопчиків. Ми вирушили туди кінною підводою і прибули у Адамівку, де зустріли декілька євреїв, що знали мого батька. Він сказав їм, що відвозить мене до школи, щоб зробити з мене пана, джентльмена. Дмитро щоденно їздив у Бережани до школи залізницею. Ранковий потяг був переповнений сільськими дітьми, що їхали на навчання у Бережани. Дмитро згадував щоденне добирання від залізничної станції до загальної школи для хлопчиків. (Дмитро Бартків, рік публікації відсутній)
27 червня 1914 року З Бережан їхав спеціальний потяг до Львова на свято 100-ліття народження Тараса Шевченка. Мав відбутися січово-сокільський крайовий здвиг і святковий концерт. Потяг, замаяний зеленню, прикрашений національними прапорами, на кожній залізничій станції забирав січове братство. Під звуки власних оркестрів і спів могутніх хорів їхало півтори тисячі січовичок і січовиків.
Близько 1915 року, будинок залізничної станції у Бережанах був сильно пошкоджений російськими військами. А від листопада 1918 року до липня 1919 року залізниця підпорядковувалась ЗУНР.
Щороку Бережанщина все більше відчувала важливість нової залізничної лінії, але час від початку її заснування і до початку світової війни було занадто коротким, щоб вплинути на реалізацію усіх проектів.
Світова війна сильно зачепила залізницю Бережанщини. Саме там розпочалось озброєння армії та й самі бої були найжорстокішими.
Золота Липа була захисним валом для російської армії, тому й залізнична лінія на річці була сильно пошкоджена. Станції, мости, залізничні колії були зруйновані, а рейки використовувалися для будівництва притулків для солдатів. Залізниця розпочала процес відновлення лінії, коли російська армія відійшла на схід, але потім більшовики знову знищили все, що було відновлено. Ці останні два вторгнення сильно спустошили залізничну лінію, оскільки руйнування залізниці було без будь-яких планів або цілей. Тільки «Відновлена Польща» взяла на себе реконструкцію зруйнованих об'єктів.
Повідомляємо, що залізнична лінія запрацює з осені, завдяки доброті та допомозі видатних колишніх учнів гімназії середньої школи в Бережанах, які сьогодні займають високі позиції на наших залізницях (Автор — Станіслав Сташко, начальник залізничної станції у Бережанах)
Станом на 1930 р. розроблювані проекти туристичних маршрутів по Поділлю також передбачали серед перспективних об'єктів й екскурсійне відвідування Бережанського замку. Серед найважливіших туристичних місцевостей Тернопільського воєводства, пропонованих на 1934 р. для молодіжних (зокрема шкільних) відвідувань, окремо виділено історико-архітектурні та природні об'єкти Бережан (і знову з домінуванням замкового комплексу). А серед дводенних краєзнавчих мандрівок, які були розроблені представниками Львівського краєзнавчого товариства у 1937 р., одна проектувалася по маршруту Львів — Бережани — Тернопіль (приїзд поїздом до Бережан, огляд пам'яток міста, ночівля в шкільному туристичному закладі, наступного дня — поїздка до Тернополя, звідти — до Гримайлова на Медобори).
До середини січня 1942 року, євреї могли відносно вільно пересуватися у місті і довкола. 15 січня «Бережанські Вісті» надрукували оголошення: «Євреї, які без дозволу залишать призначене їм житло, як і ті, що дадуть їм сховок, підлягають страті». Остаточно гетто було облаштоване наприкінці місяця. Перша масова облава і депортація у табір смерті у Белжці були проведені у Бережанах у вересні 1942 року. Ними керувала тернопільська Поліція Безпеки з допомогою української міліції. Натовп поляків, українців і фольксдойче спостерігав жахливу і трагічну сцену. Майже 2000 євреїв були повантажені у 50 вантажних вагонів на бережанській залізничній станції і вивезені у західному напрямку. Лише декілька, яким вдалося зіскочити з потяга і уникнути куль німецького або українського ескорту та повернулися у Бережани.
Мунд був свідком однієї з депортацій на місцевій залізничній станції. «Я бачив приречену процесію євреїв, що йшли на станцію: жінки, чоловіки і діти. Це була жахлива сцена, особлива через дітей. Я знав, що їх вивозять у табори смерті, що всі ці люди приречені.»
У 1944 році німецькі війська, відступаючи, знищили лінію на відрізку від Винник до Підгайців. Опісля, усю привабливість ленінської аграрної політики галичани відчули після другого «визволення». На першому засіданні бюро обкому 23 квітня 1944 р. у Чорткові, стояло питання про виконання поставок зерна у фонд Червоної Армії, доведено до всіх районів план весняного посіву, у тому числі і Бережанському. На всіх партійних зборах порушувалося одне і те саме питання — про збір урожаю, виконання планів заготівель і збереження зерна. Бережанський райком клопотав про відбудову залізничної лінії Бережани — Потутори, щоб можна було вивозити зерно, що нагромадилось у райцентрі.
Більшість місцевих поляків, як і нечисленні євреї, залишили Бережани у 1945 році. Оскільки залізниця до Бережан була зруйнована німцями при відступі, тому вони сідали на вантажні потяги у Потуторах з усім своїм майном, включно з коровами і козами. Один свідок згадував, що «біля залізничної станції у Потуторах, у чистому полі, ми будували хатки з дашок і гілок. Там ми і поселилися в очікуванні потяга. Ми не знали куди ми їдемо, ми не були впевнені у своєму майбутньому. Так ми жили десь місяць, постійно у диму багать і голодною худобою, яка безперервно ревла».
Залізничний міст через вулицю Тернопільську був зруйнований і колію на Львів було розібрано саме від цього місця. Було відновлено лише лінію Бережани-Потутори.
В 1958 році було відбудовано приміщення залізничної станції. Питання про відновлення лінії Винники-Бережани для більшовиків не поставало. Відновлення лінії несло за собою великі витрати і доцільності використання її, влада не бачила. З того часу, залізниця не отримує серйозних змін і по сьогодні.
Залізнична дорога у Бережанах стала кінцевою станцією (тупиком) та функціонувала як для пасажирських та вантажних перевезень.
У 1991 році було створено «Укрзалізницю».
У 2011 році «Укрзалізниця» скасувала залізничні пасажирські перевезення «Бережани — Тернопіль». Колії використовуються лише для вантажних перевезень. Залізнична каса все ще працює, але найближчим місцем відправлення для пасажирів є станція в селі Потутори.

## Відомі особи
З Бережанами пов'язані долі багатьох визначних діячів культури, науки, медицини, політики України і Польщі. У Бережанах ці люди або народилися, або вчилися, або працювали, або гостювали, або друкувалися: 
- Скакун Віталій Васильович — народився; Герой України, 24 лютого 2022 року підірвав з собою міст на півдні України внаслідок чого загинув.
- Богдан Лепкий,  — проживав,  навчався,
- Ярослав Безкоровайний
- Левко Лепкий,
- Іван Франко,
- Володимир Гнатюк,
- Андрій Чайковський,
- Франц Коковський,
- Осип Маковей,
- Зенон Кузеля,
- Мар'ян Якубець,
- Лев Джулинський,
- Олена Кульчицька,
- Спиридон Литвинович,
- Едвард Ридз-Сміґлий,
- Володимир Савчак,
- Яків Струхманчук,
- Ковшевич Осип Миколайович,
- Денис Січинський,
- Соломія Крушельницька,
- Роман Гермак,
- Плиска Михайло,
- Оксана Сенатович — українська поетеса, дитяча письменниця, перекладачка, редакторка, лауреатка премії імені Олени Пчілки (1992).
- отець Нижанківський Остап.
- Олег Шупляк,  — навчався, проживає,
- Павук Василь  — навчався,
- Святий мученик Конрад Микола — католицький святий, беатифікований папою римським Іваном Павлом ІІ — учителював у Бережанській гімназії,
- Дем'ян Савчак — за словами Костя Левицького: «визначався політичною організацією Бережанщини у 1880-х роках, коли працював судовим радником… Не зважав на перепони влади та клав перші основи для освідомлювання народу про потребуз'єднання сіотсткого народу з інтеліґенцією до боротьби за належні нам політичні права.»[49]
- отець Рудольф Мох — священик української греко-католицької церкви, письменник, громадський діяч, один із продовжувачів справи «Руської Трійці», секретар «Руської ради народної»
- Франц Бем (тут воював)
- Едуард Кофлер, польський математик — народився.
- Едвард Ридзь Смігли, польський маршал, тут народився
- Василь Іванчук — навчався.
- Філь Олександр — учасник АТО, загинув 16 серпня 2014 під час нападу терористів.
- Ісаак Стрейзанд, дід американської співачки Барбари Стрейзанд — народився
- Павликів Теофіл — народився
- Андрій Чайковський — проживав.
- Шолом Мордехай Швадрон, єврейський гаон — проживав.
- Лев Крип'якевич, український педагог, мовознавець, перекладач — народився.
- Самуїл Гірш Марґуліс (1858—1922, головний рабин Гамбурга, Гессе-Нассау та Флоренції) — народився.
- Маркіян Шашкевич (1811—1843) — навчався.
- Петро Біґус (1882—1966), сотник УГА, просвітянин, громадсько-політичний діяч — воював.
- Сидір Твердохліб (1886—1922), український поет і перекладач — народився.
- Мирон Зарицький (1889—1961), видатний український математик, професор Львівського державного університету — навчався у Бережанській гімназії в 1889—1901.
- адвокат, член управи у місті (194-43), вояк дивізії СС «Галичина» Стеткевич Лев Васильович[50]
- Томаш Ридз, батько Е́дварда Ридз-Смі́гли (польський маршал, головнокомандувач польських військ 1939року), підофіцер Австрійської армії.
- Ян Пфістер, скульптор німецької школи. З 1600-их pp. жив і творив у Львові, Бережанах.
- Максим Кривоніс, 1651 року захопив замок з козацькими військами. Тут перебував гарнізон козаків до 1655 року.
- Іван Мазепа та Петро Перший, травень 1707 року. Гостювали у замку.
- Август ІІ, польський король, перебував тут у гостях у Сенявських 1698 року.
- Їжак Володимир Іванович (1857—1920) — український оперний і камерний співак (баритон) — народився.
- Гонгадзе Мирослава Володимирівна (нар. 1972), українська телеведуча, журналістка — народилась.
- Якуб Ґаватович (Ґават) — письменник, священик, педагог, культурно-освітній діяч[51]
- Хлопась Андрій Антонович
- Альфред Білик — випускник Бережанської гімназії
- барон Лєвартовський Влодзімєж (1835—1885), Бережанський повітовий староста за Австро-Угорщини[52]
- Якуб Ксаверій Александер Потоцький (1863—1934) — останній власник маєтку в Бережанах, почесний громадянин міста, був похований в його парафіяльному костелі[53]
- Владислав Сатке (1853, Бережани — 1904, Тернопіль) — польський педагог, метеоролог, природознавець, письменник.[54]
- Шкірпан-Збронцева Олена Романівна (1898—?) — український мистецтвознавець, доктор мистецтвознавства.
- Юрій Руф (Юрій Романович Дадак) (1980—2022) — український поет, учений, громадський діяч, засновник літературного проєкту «Дух Нації».

У місті перебував курфюрст Саксонії та король Польщі Август III Фрідріх.
1655 року у замку перебували шведські війська.

## Міста-побратими
- Ключборк, Польща
- Лобез, Польща
- Ліхтенфельс, Німеччина[56]